# Regionaler Naturpark Vercors

Logo des Parks

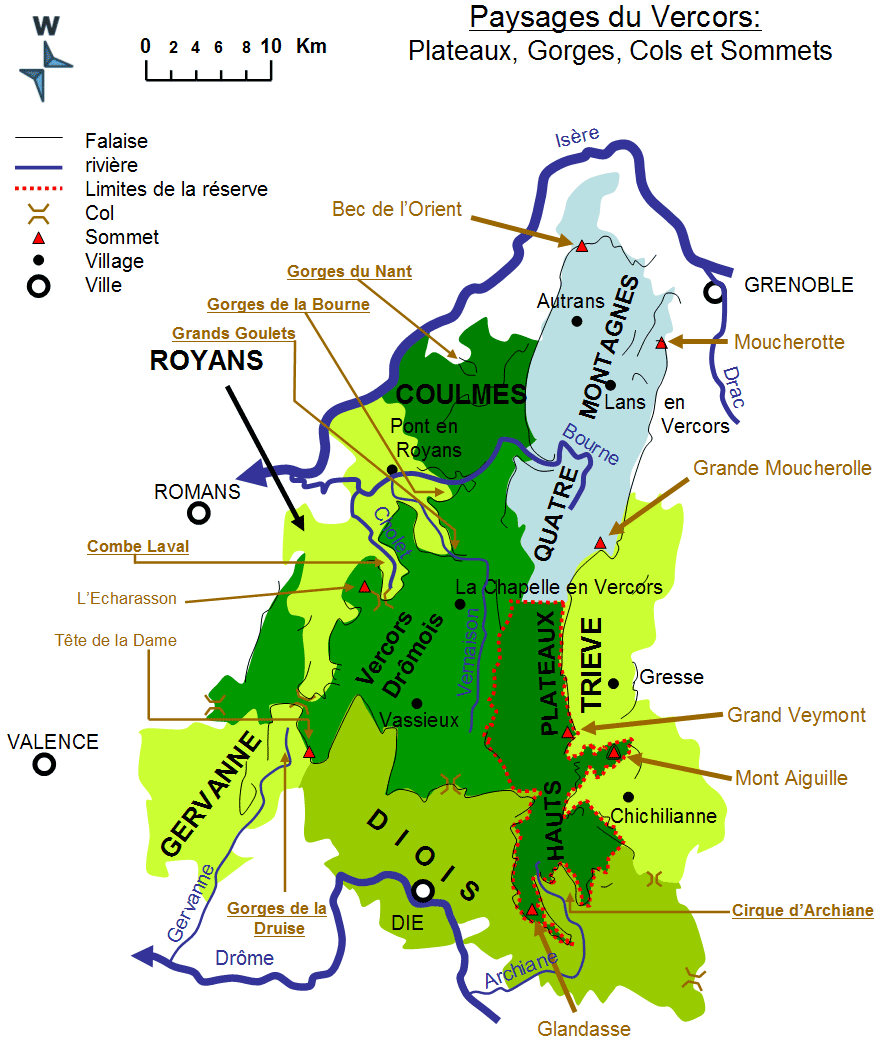
Landschaften im Vercors

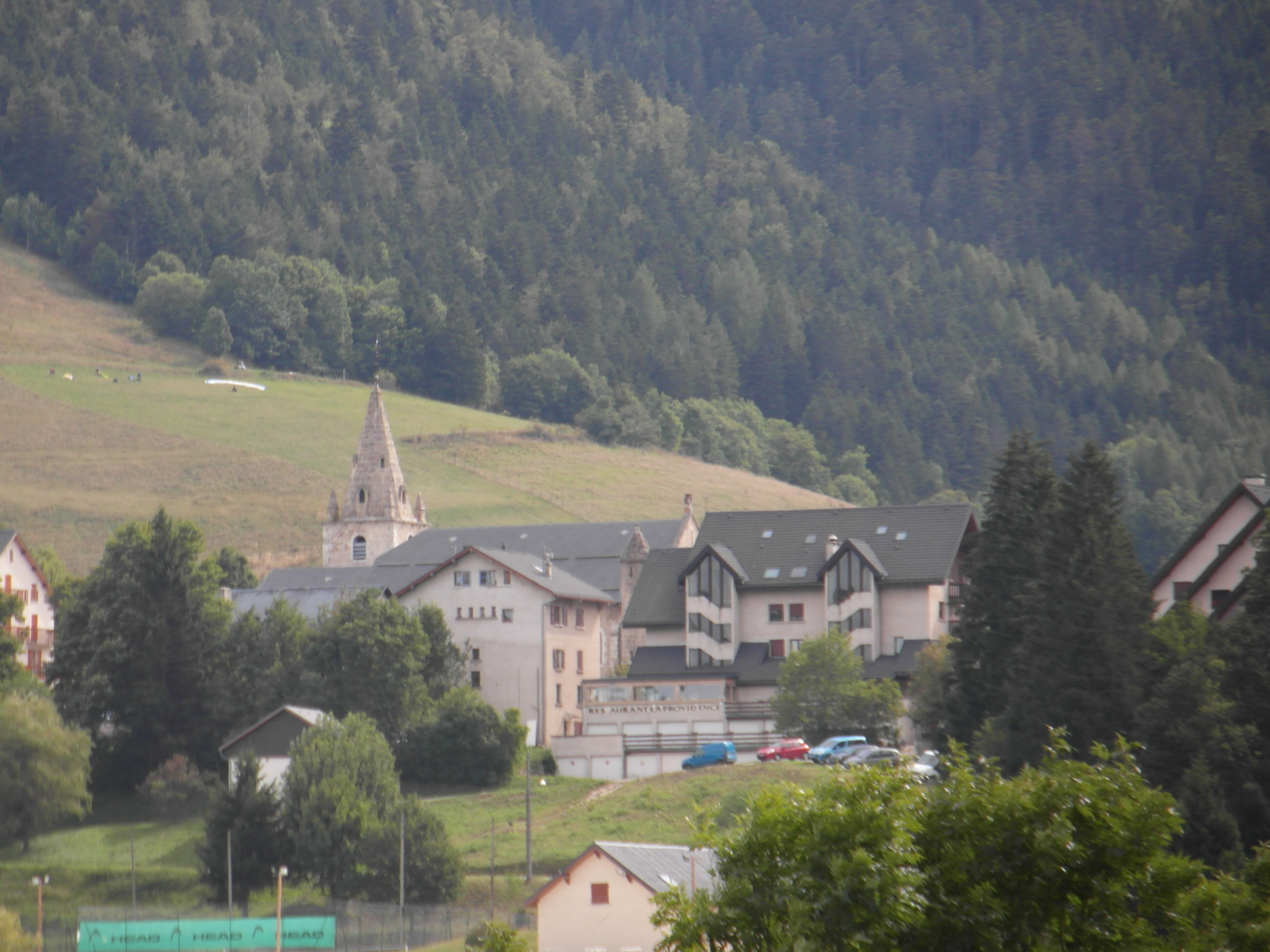
Lans-en-Vercors mit dem Maison du Parc

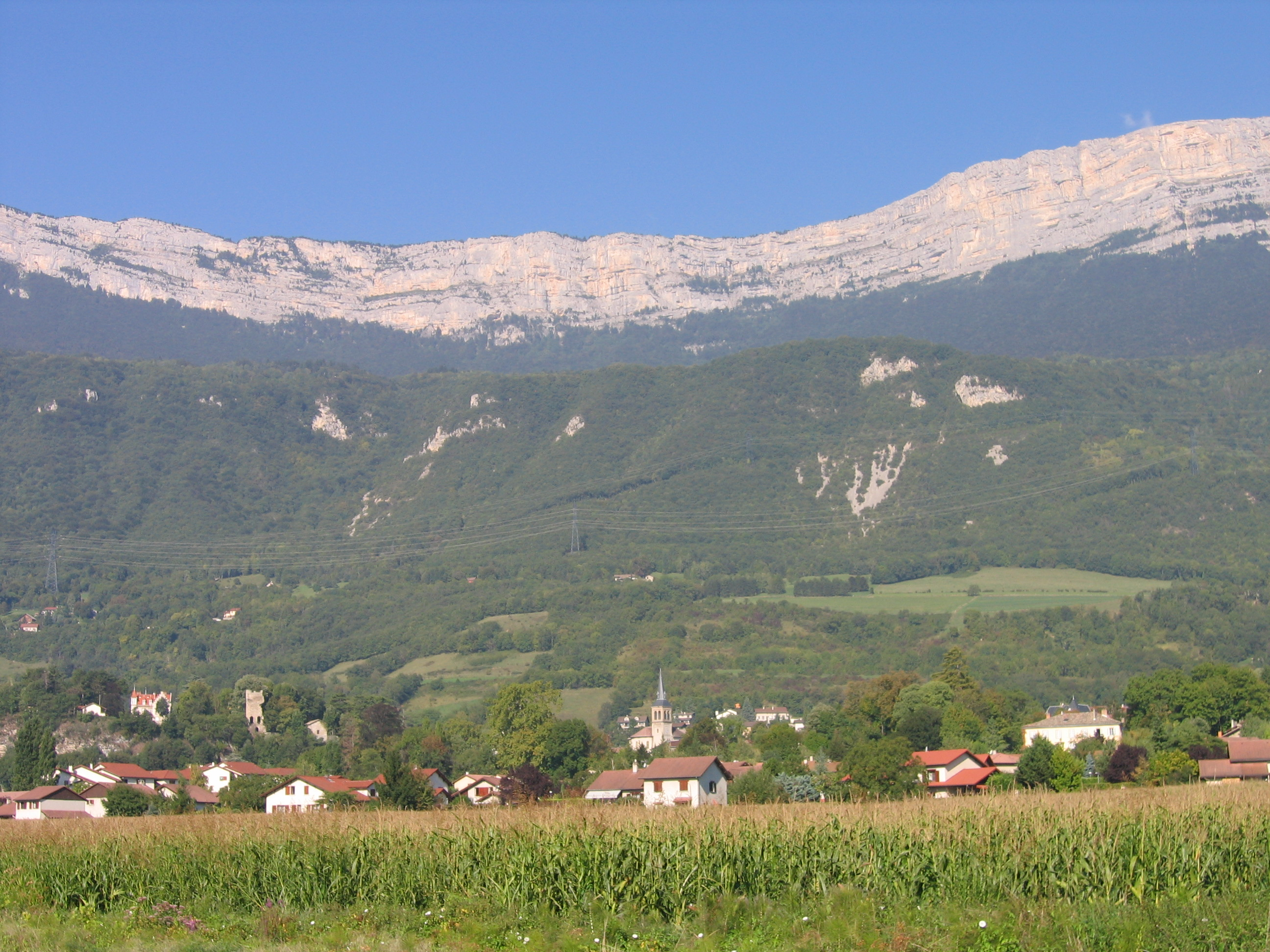
Claix mit dem Vercors im Hintergrund

Der Regionale Naturpark Vercors (frz. Parc naturel régional du Vercors) liegt in der gleichnamigen Landschaft Vercors in der französischen Region Auvergne-Rhône-Alpes. Er umfasst Teile der Départements Isère sowie Drôme und wird im Nordosten nur durch das Tal der Isère vom benachbarten Regionalen Naturpark Chartreuse getrennt.

## Parkverwaltung
Die Gründung des Naturparks erfolgte am 16. Oktober 1970 und umfasst heute eine Fläche von rund 206.000 Hektar. Die Parkverwaltung hat ihren Sitz in Lans-en-Vercors (45° 7′ 47″ N, 5° 35′ 17″ O), wo sich das „Maison du Parc“ befindet. 85 Gemeinden mit einem Einzugsgebiet von etwa 53.000 Bewohnern bilden den Park. Darüber hinaus sind die Gemeinden Crest, Grenoble, Romans-sur-Isère, Saint-Marcellin und Vinay als Zugangsorte mit dem Park assoziiert.

## Größere Orte im Park
am Rand des Naturparks gelegen (nur Gebietsteile gehören zum Park):
- Claix
- Fontaine
- Sassenage
- Seyssins
- Seyssinet-Pariset
- Varces-Allières-et-Risset

zur Gänze im Naturpark gelegen (Gesamtgebiet gehört zum Park):
- Autrans
- Die
- Le Gua
- Lans-en-Vercors
- Saint-Jean-en-Royans
- Saint-Paul-de-Varces
- Villard-de-Lans

## Landschaften
Der Vercors ist ein in sich abgeschlossenes Bergmassiv mit einem langen, von Nord nach Süd ausgerichteten hügeligen Hochtal. Aufgrund seiner Strukturierung lässt sich das Gebiet in folgende Landschaften unterteilen:
- Quatre Montagnes

Die Landschaft Quatre Montagnes (dt.: Vier Berge) liegt knapp westlich von Grenoble und ist die am meisten entwickelte Zone für den Tourismus im Vercors. Sie wird von den Bewohnern von Grenoble für ihre Wochenendausflüge sehr geschätzt und ist auch für den Wintersport (Skilanglauf, alpiner Skilauf) bestens erschlossen. Trotzdem gibt es noch traditionelles Handwerk in den Quatre Montagnes, besonders Rinderzucht und Käseproduktion. Die Bergkette steigt vom Norden (Moucherotte, 1901 m) nach Süden (Grande Moucherolle, 2284 m) an und fällt nach Osten zum Tal des Drac hin steil ab. Der Drac mündet in die Isère, die das Gebiet gegen Norden und Nordwesten abgrenzt. Im Zentrum der Landschaft entspringt der Fluss Bourne der nach Südwest und West verläuft. Im Ballungsraum von Grenoble reichen einige bevölkerungsreiche Gemeinden mit Gebietsanteilen in den Naturpark (z. B. Fontaine, Sassenage, Seyssinet-Pariset).

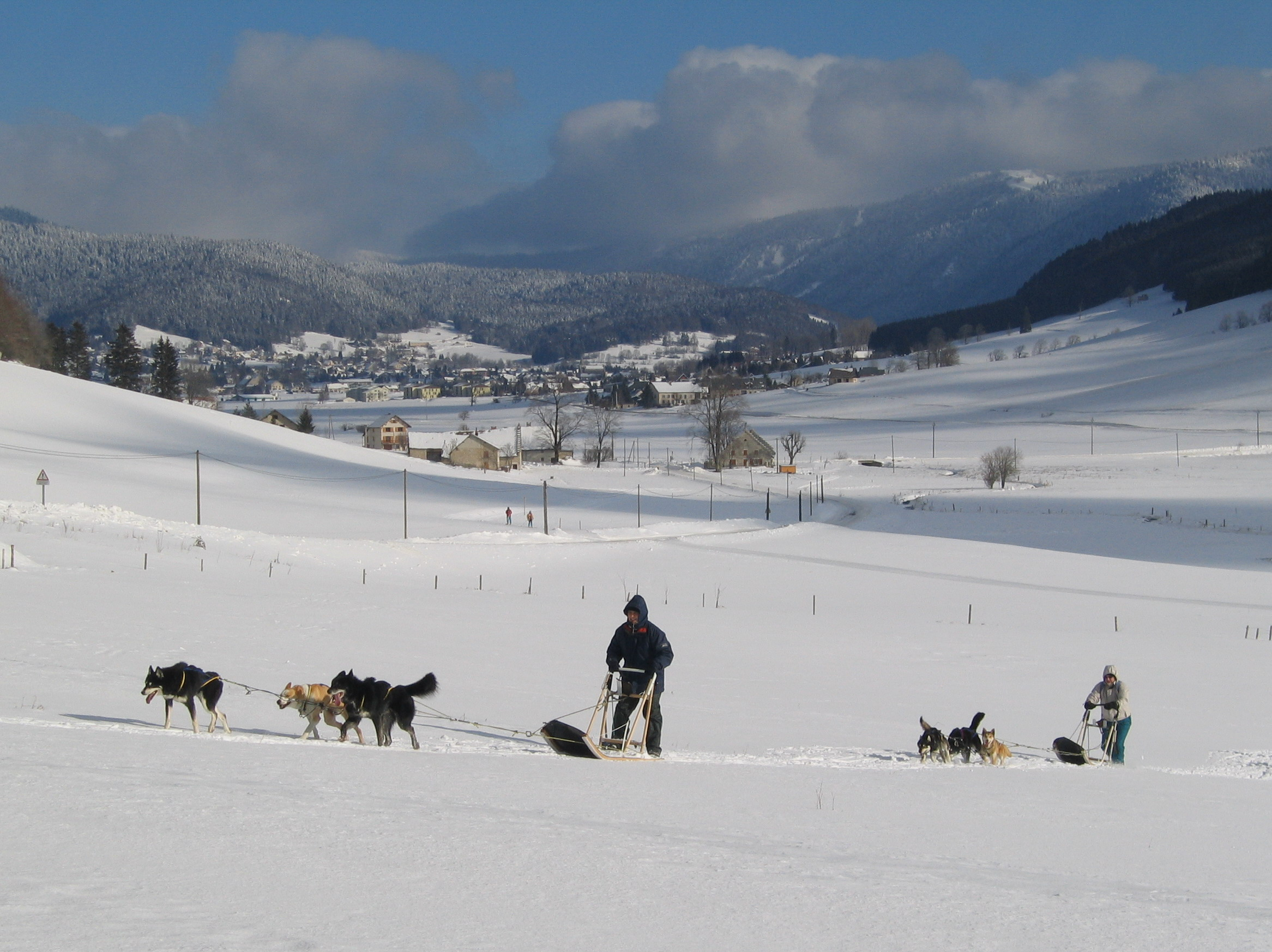
Hundeschlittenfahrt in Méaudre
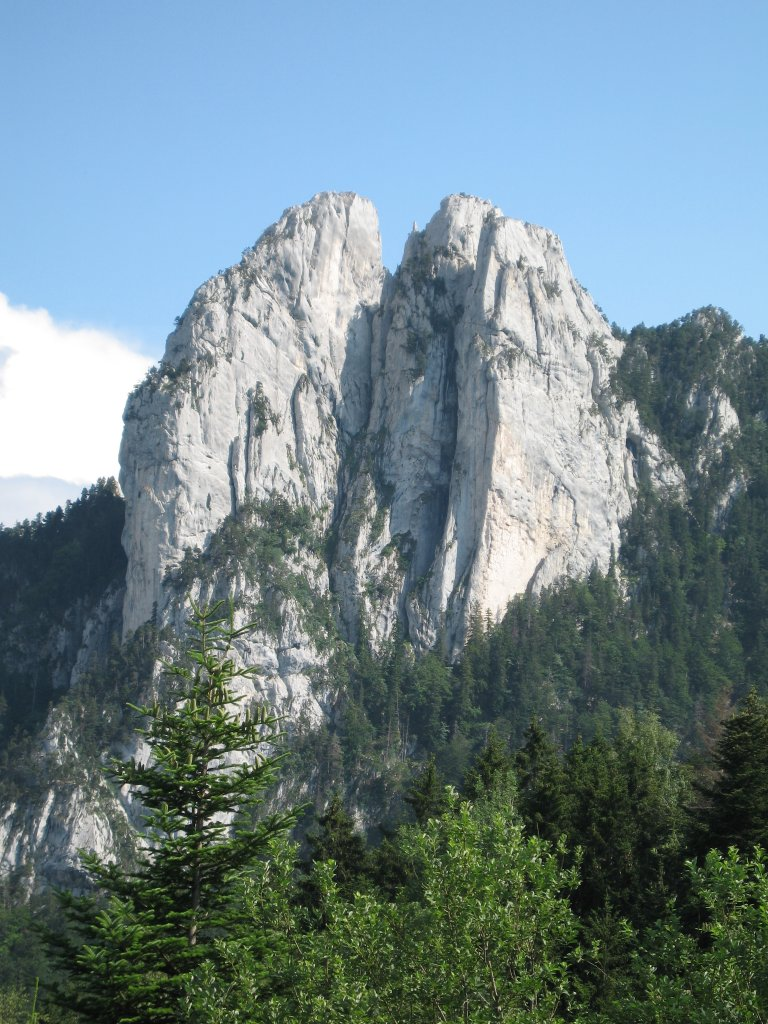
Felsformation „Les Trois Pucelles“ bei Saint-Nizier-du-Moucherotte
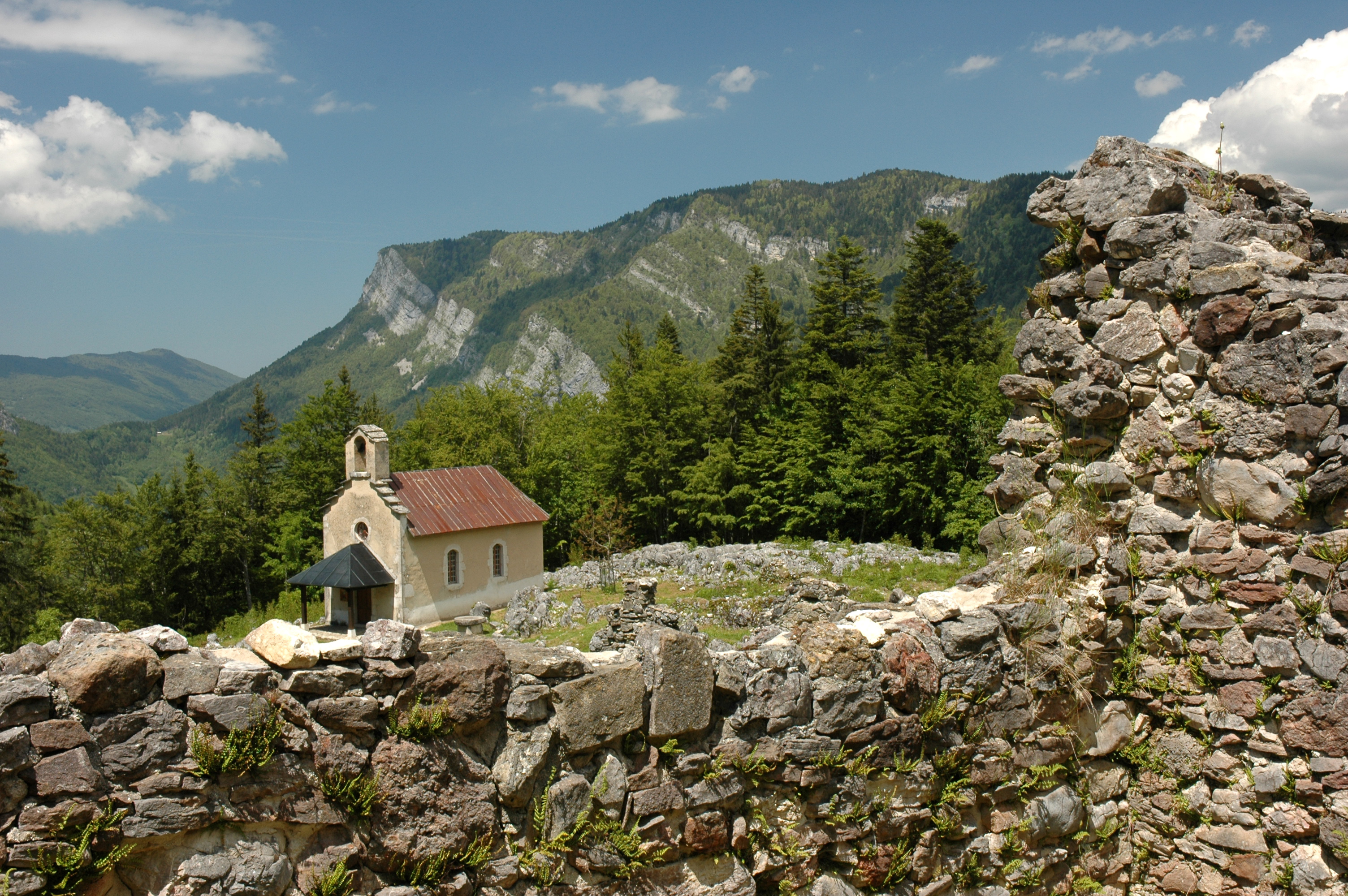
Kalvarienkapelle Valchevrière im Westen von Villard-de-Lans
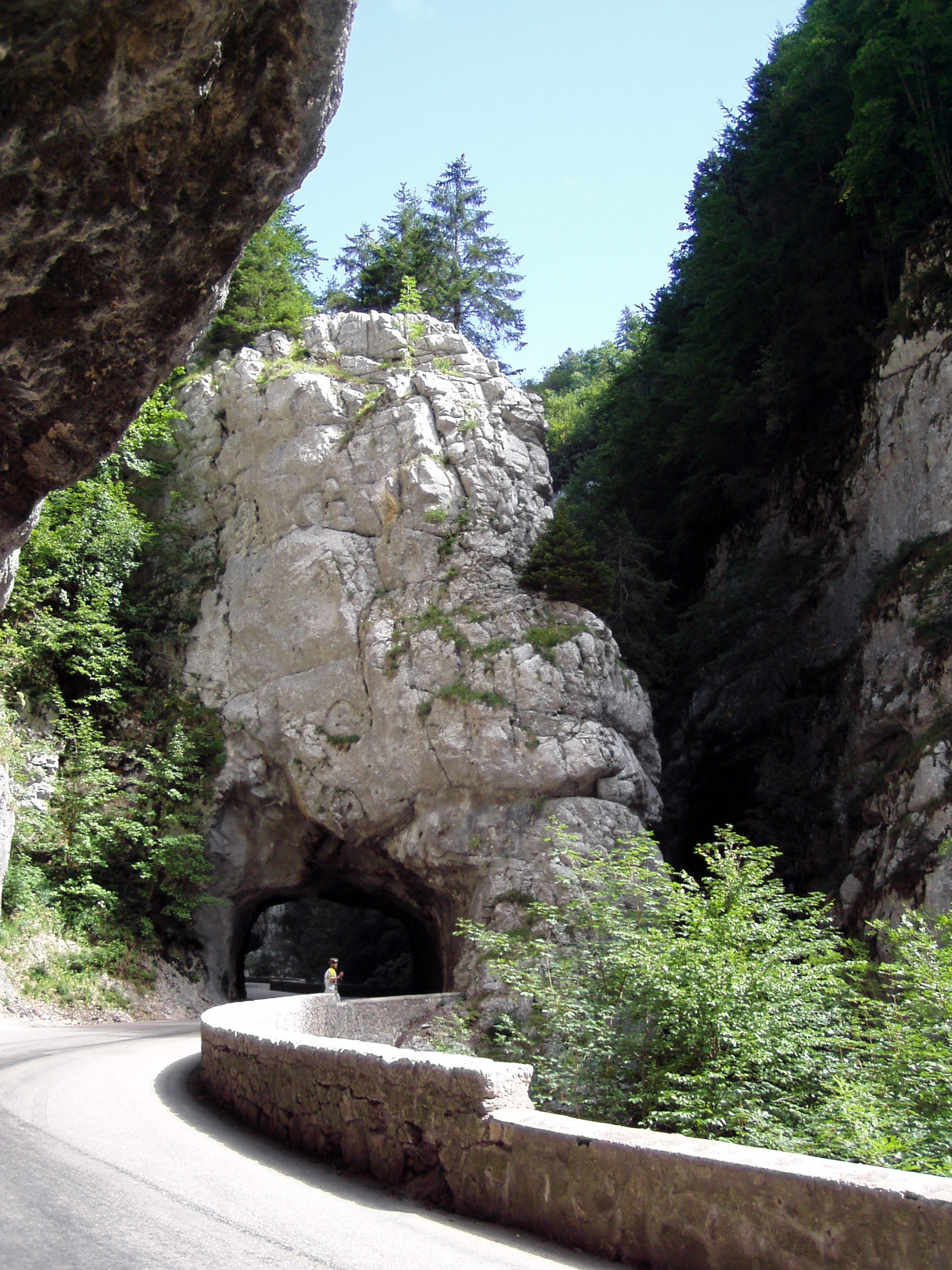
Schlucht des Flusses Bourne im Westen von Villard-de-Lans
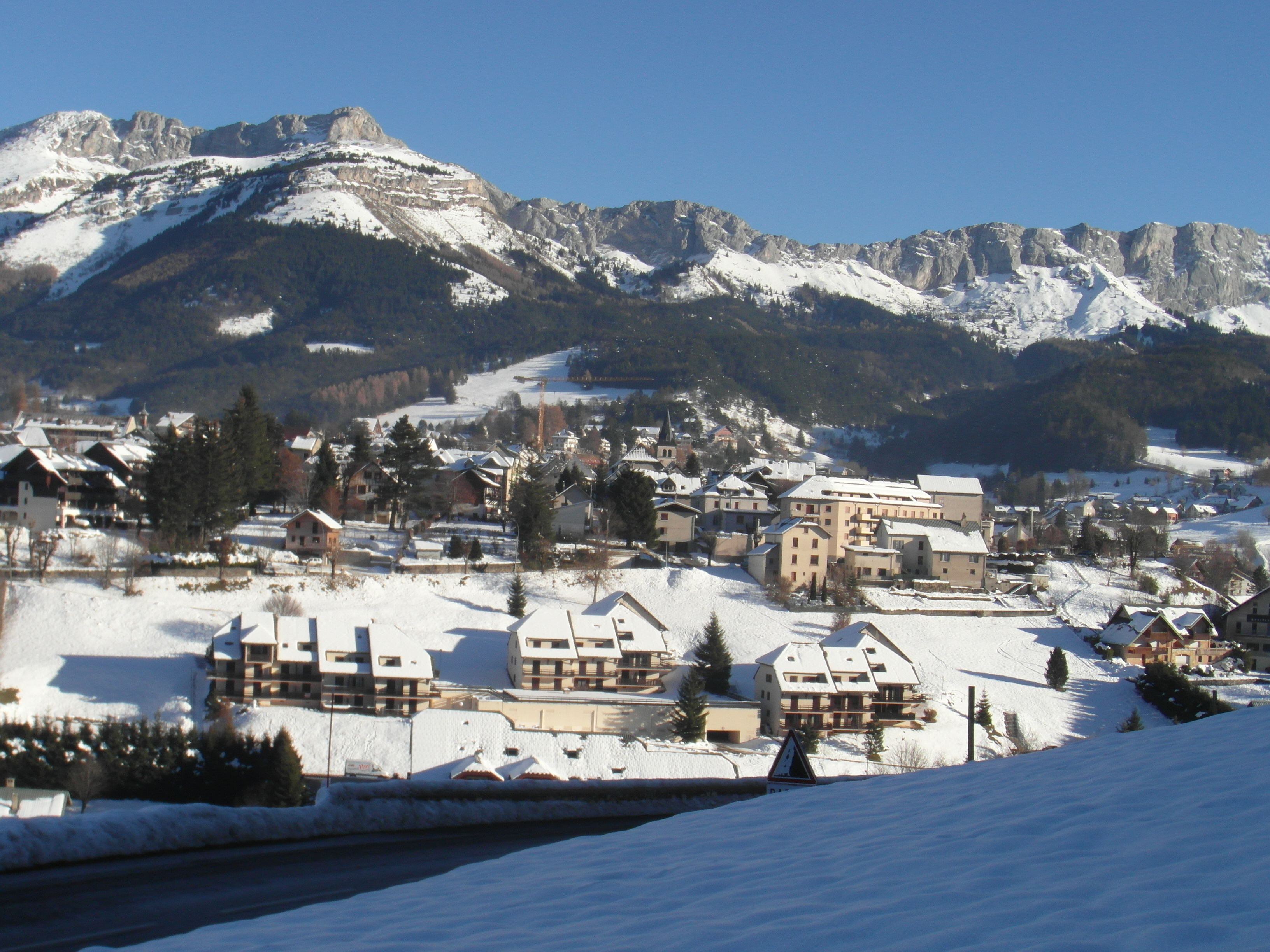
Villard-de-Lanse Blick auf die Bergkette im Osten

- Hauts-Plateaux du Vercors

Die Landschaft Hauts-Plateaux du Vercors (dt.: Hochplateaus des Vercors) stellt die höchstgelegene Zone im Naturpark dar (Grand Veymont, 2341 m). Während nach Osten hin der langgestreckte Gebirgskamm zur Landschaft Trièves steil hinunterstürzt, nimmt nach Westen hin die Höhe ab und geht in karstige Hochebenen über. Dieses Landschaft stellt eine besondere Naturschutzzone (frz. réserve biologique intégrale du Vercors) dar. Es gibt hier weder dauerhafte Anwohner, noch befestigte Straßen, jeder motorisierte Verkehr ist untersagt. Wenige Ausnahmen gibt es für die Wald- und Almwirtschaft in den Sommermonaten.

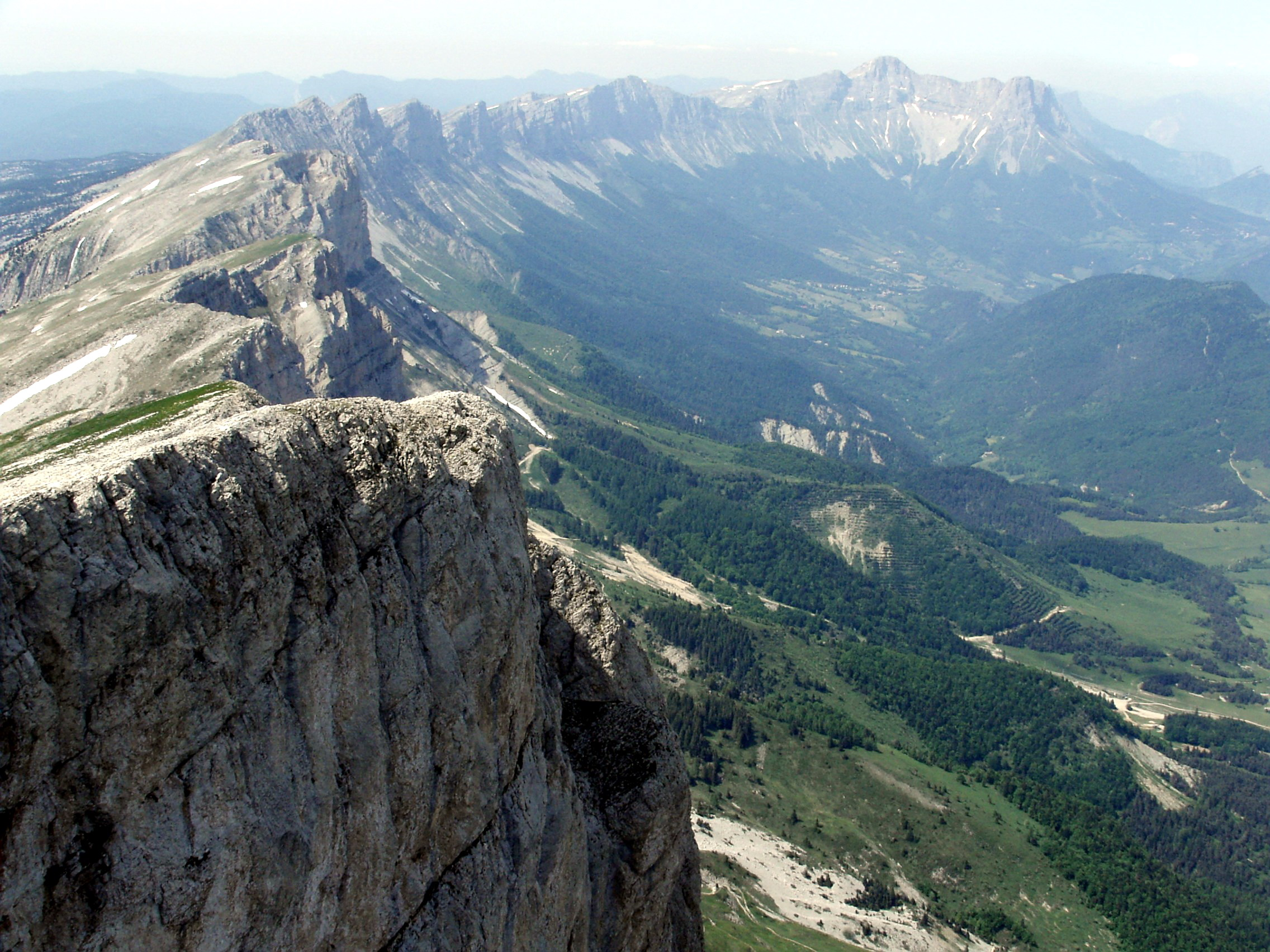
Der östliche Höhenzug des Vercors-Gebirges
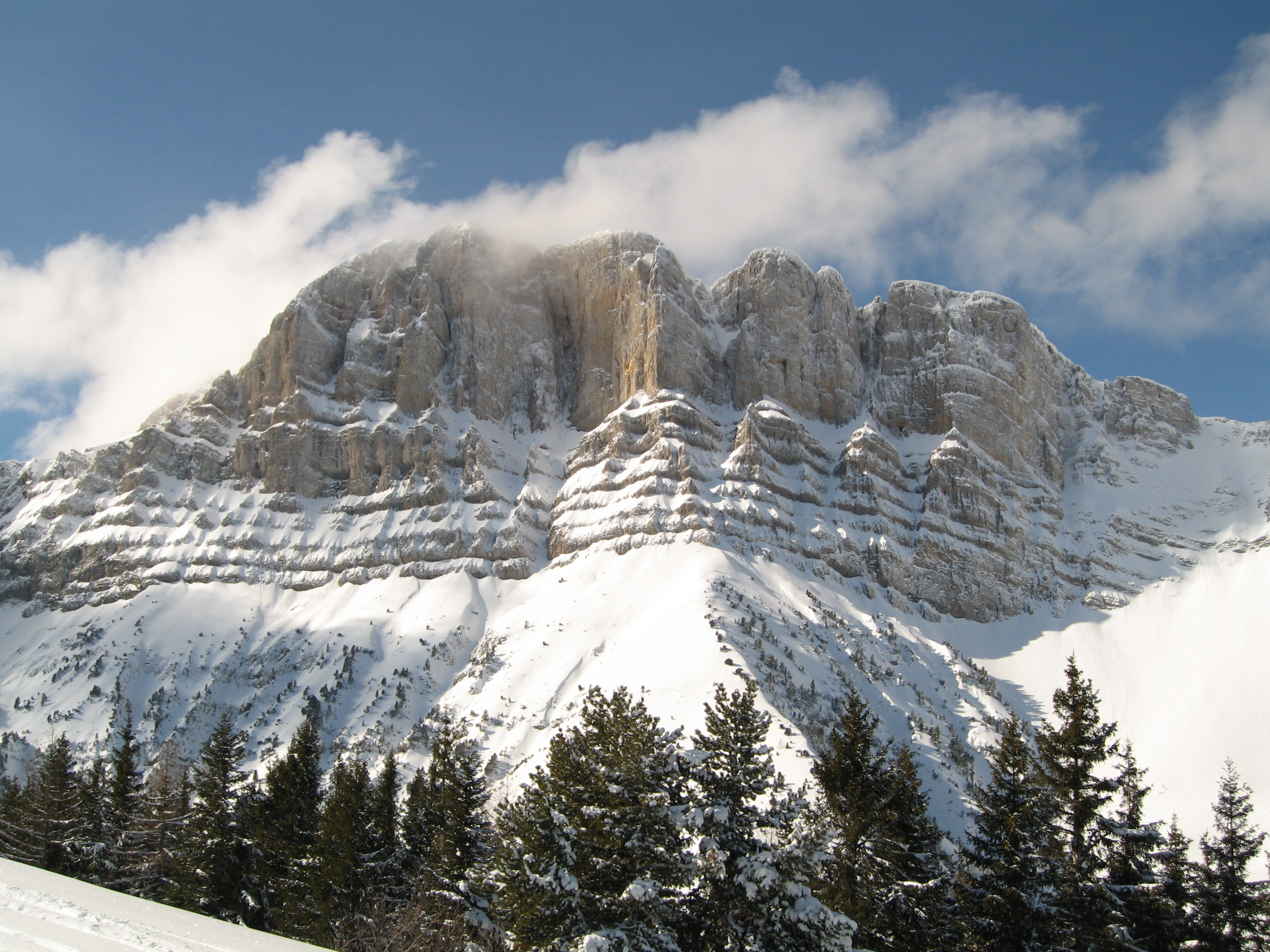
Grand Veymont (2341 m)
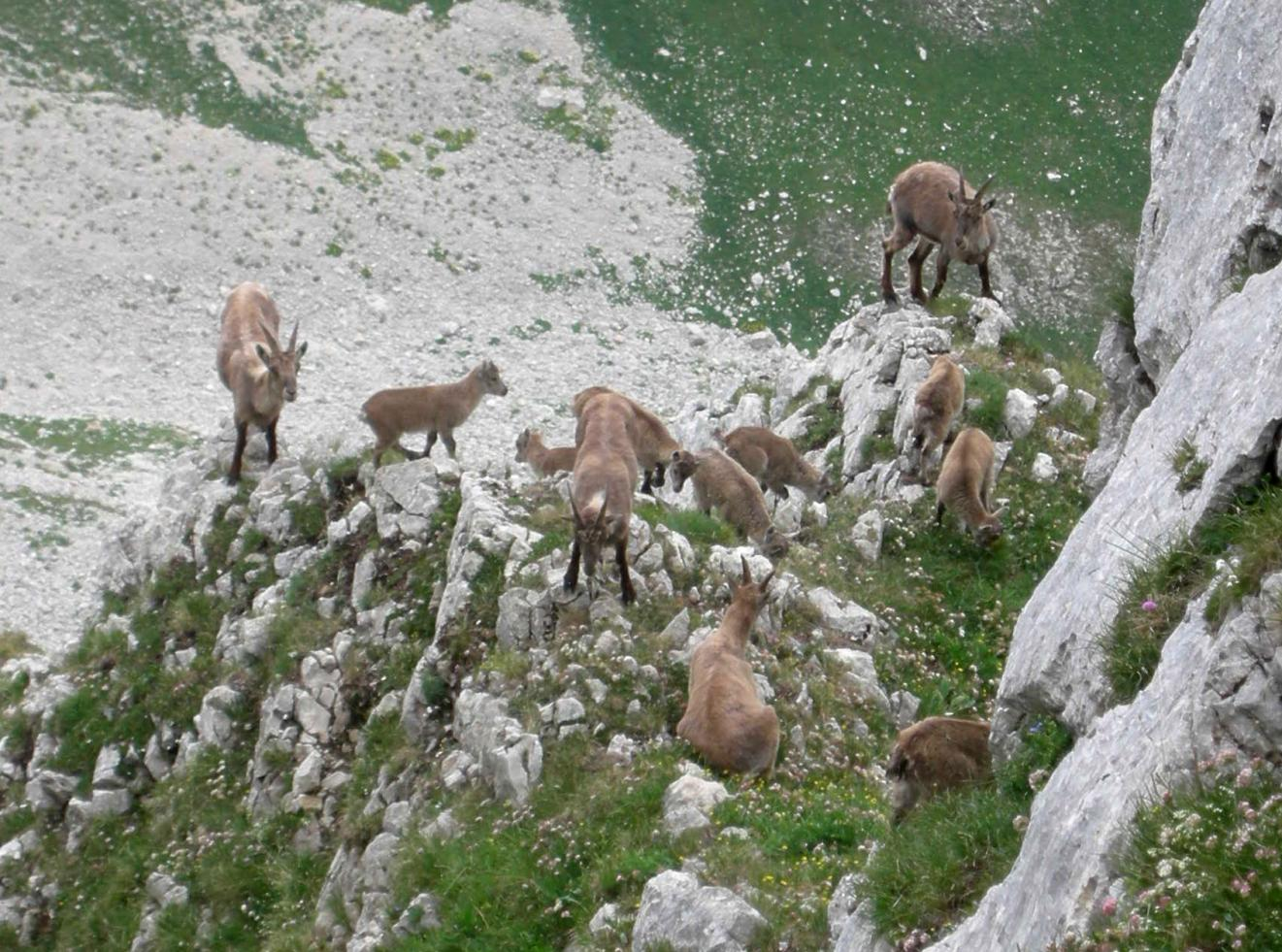
Steinböcke am Grand Veymont
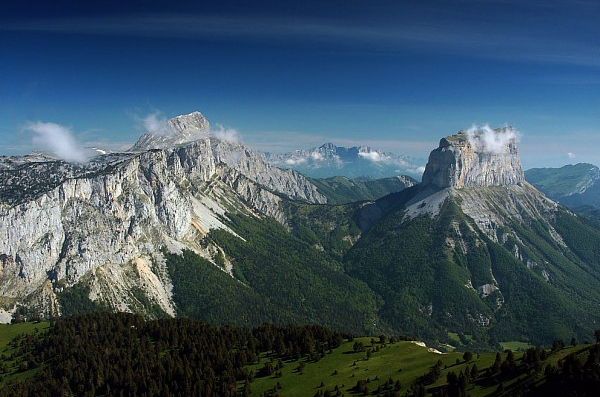
Grand Veymont und Mont Aiguille
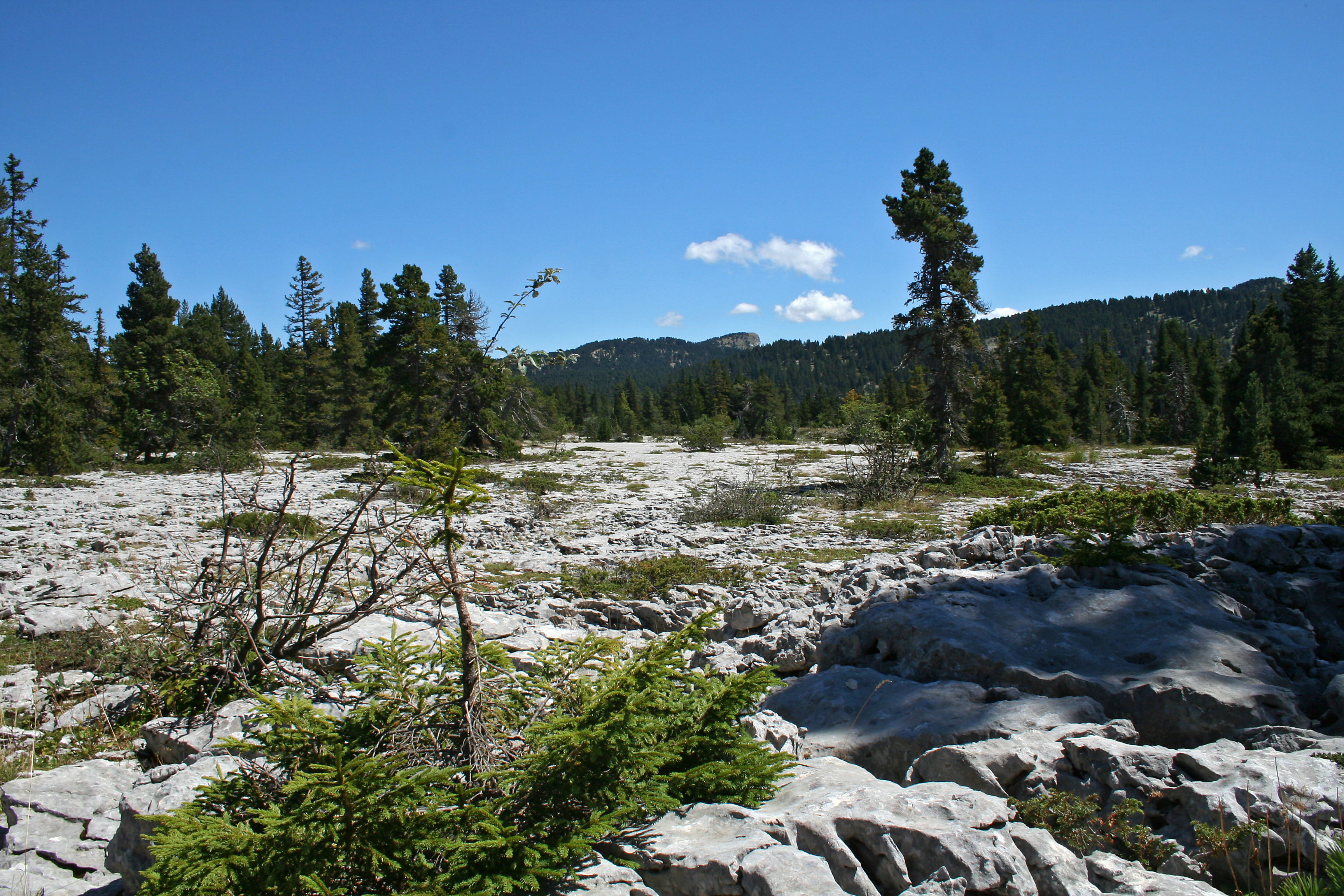
Karsterscheinungen am Plateau du Roi

- Vercors drômois

Die Landschaft Vercors drômois (dt.: Vercors im Département Drôme) liegt im Zentrum des Naturparks und besteht aus vielen kleinen Plateau’s. Einige dieser Ebenen sind spektakulär (Plateau d’Ambel, Plateau Font d’Urle) und bieten einen herrlichen Ausblick aufeinander oder die umliegenden Ebenen. Im Norden der Landschaft findet man eindrucksvolle Schluchten, wo die Straßen mühsam in den Fels gehauen werden mussten. Die mit Gras bewachsenen Ebenen des Vercors drômois werden als Weideland im Sommer genutzt.

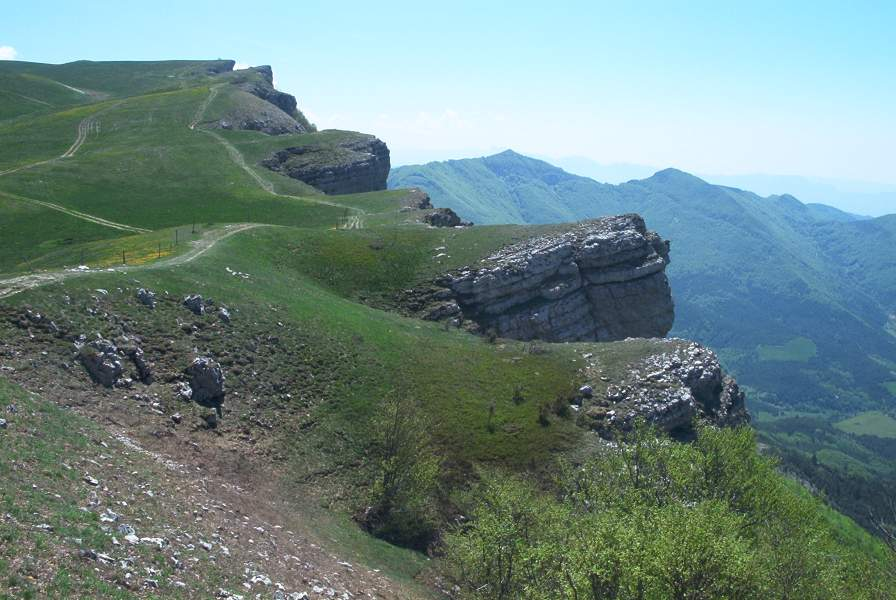
Plateau d’Ambel
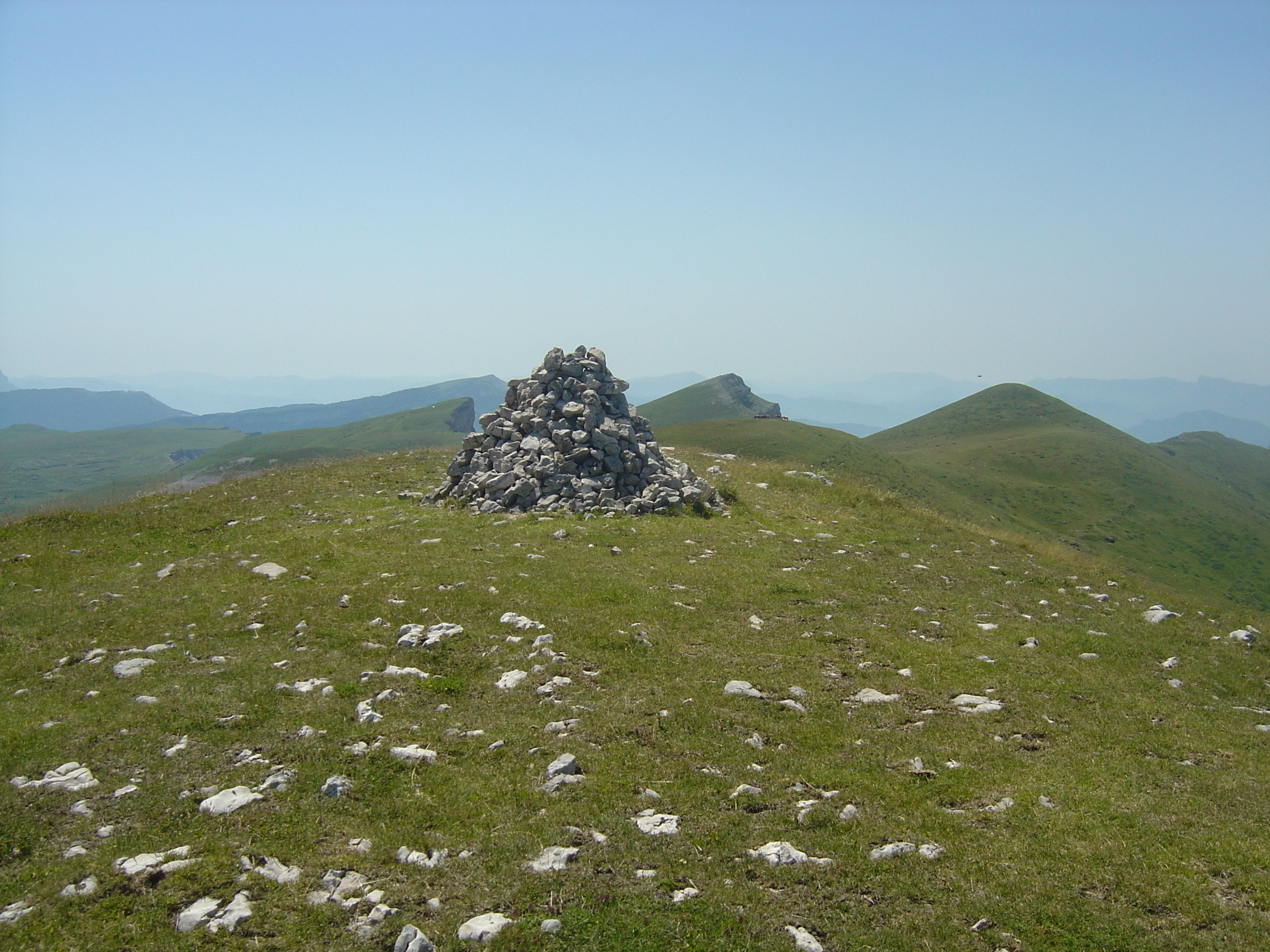
Nahe dem Font d’Urle
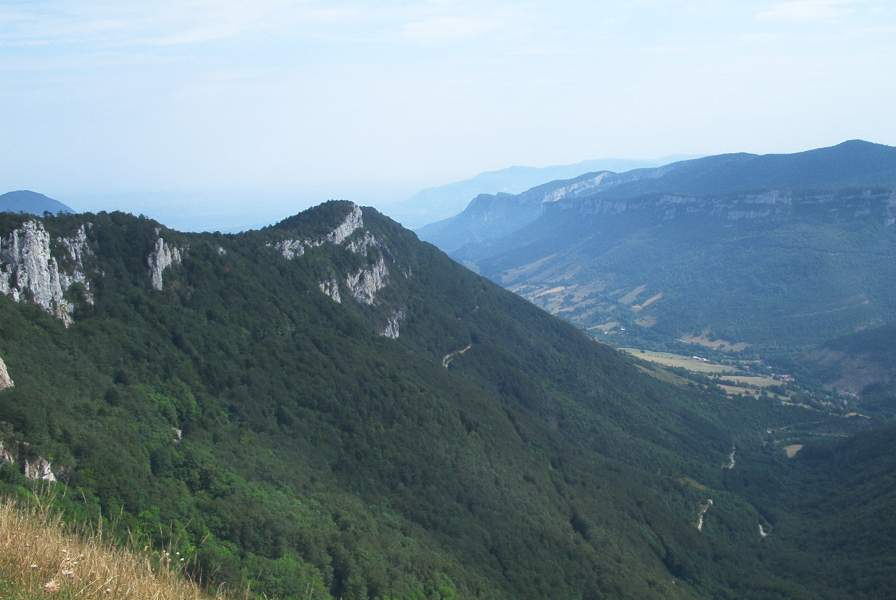
Blick von Col de la Bataille
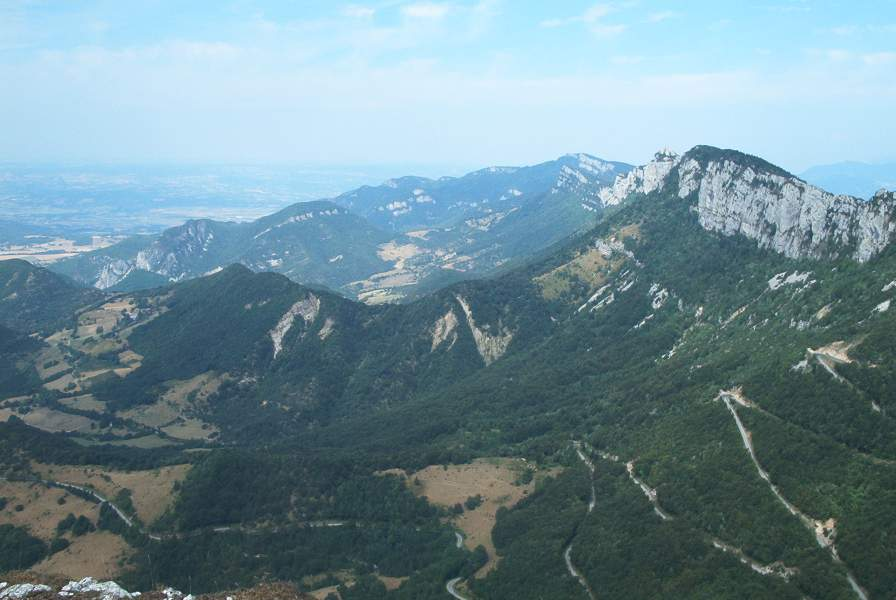
Am Col de Tourniol
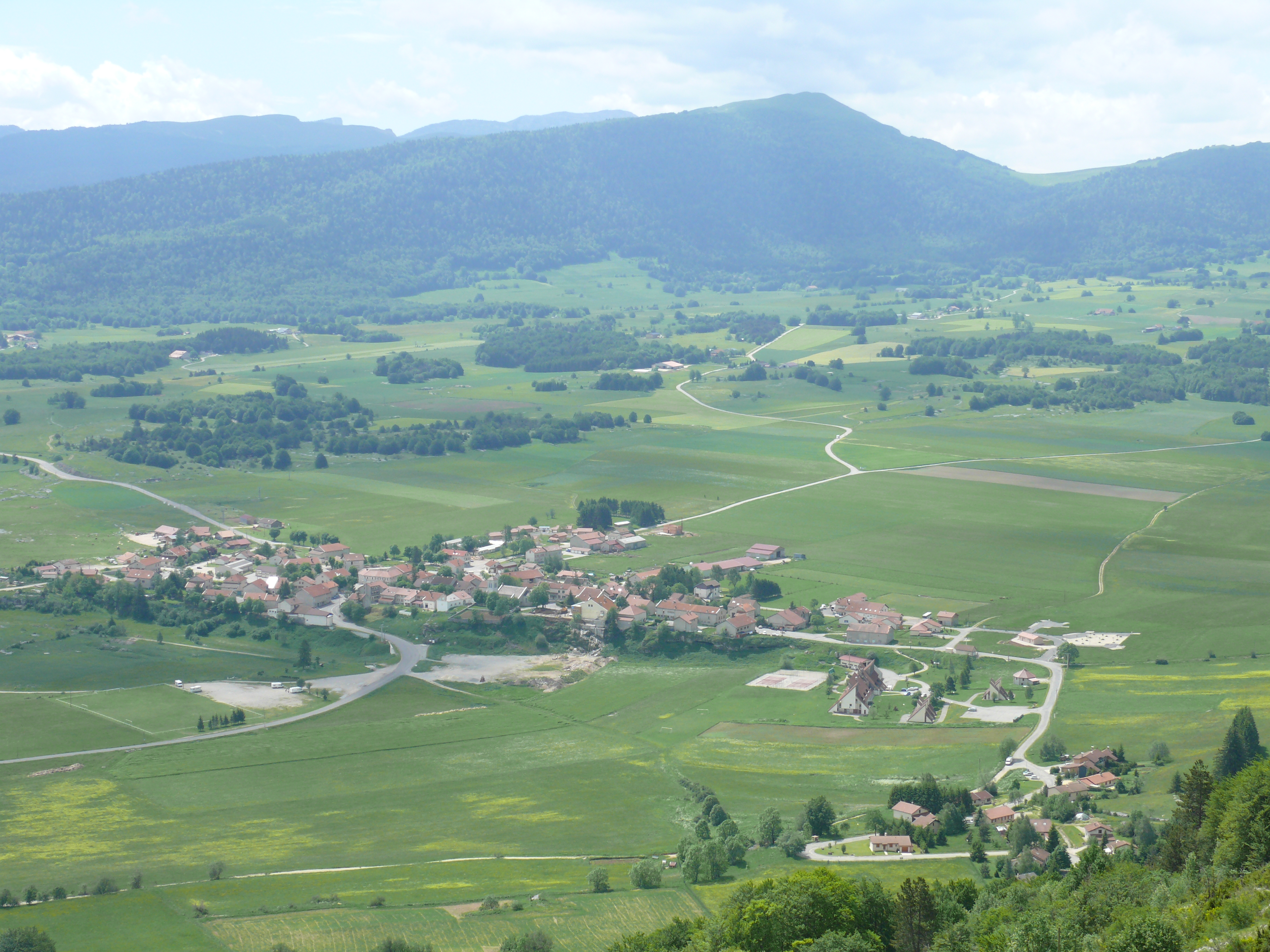
Vassieux-en-Vercors

Im Randbereich des Naturparks ergeben sich noch Anteile an den folgenden Landschaften:
- Coulmes

Die Landschaft Coulmes liegt im Nordwesten des Naturparks und war schon immer der meist bewaldete Teil des Vercors. Der Wald wurde im 19. Jahrhundert besonders zur Herstellung von Holzkohle herangezogen. In diesem Bereich weist der Vercors bereits eine eher hügelige Form auf, da die urgonischen Kalkplatten bereits abgerundet wurden. Man begegnet eindrucksvollen Straßen durch enge Schluchten, wie z. B. der Gorge du Nan und dem Canyon des Ecouges.

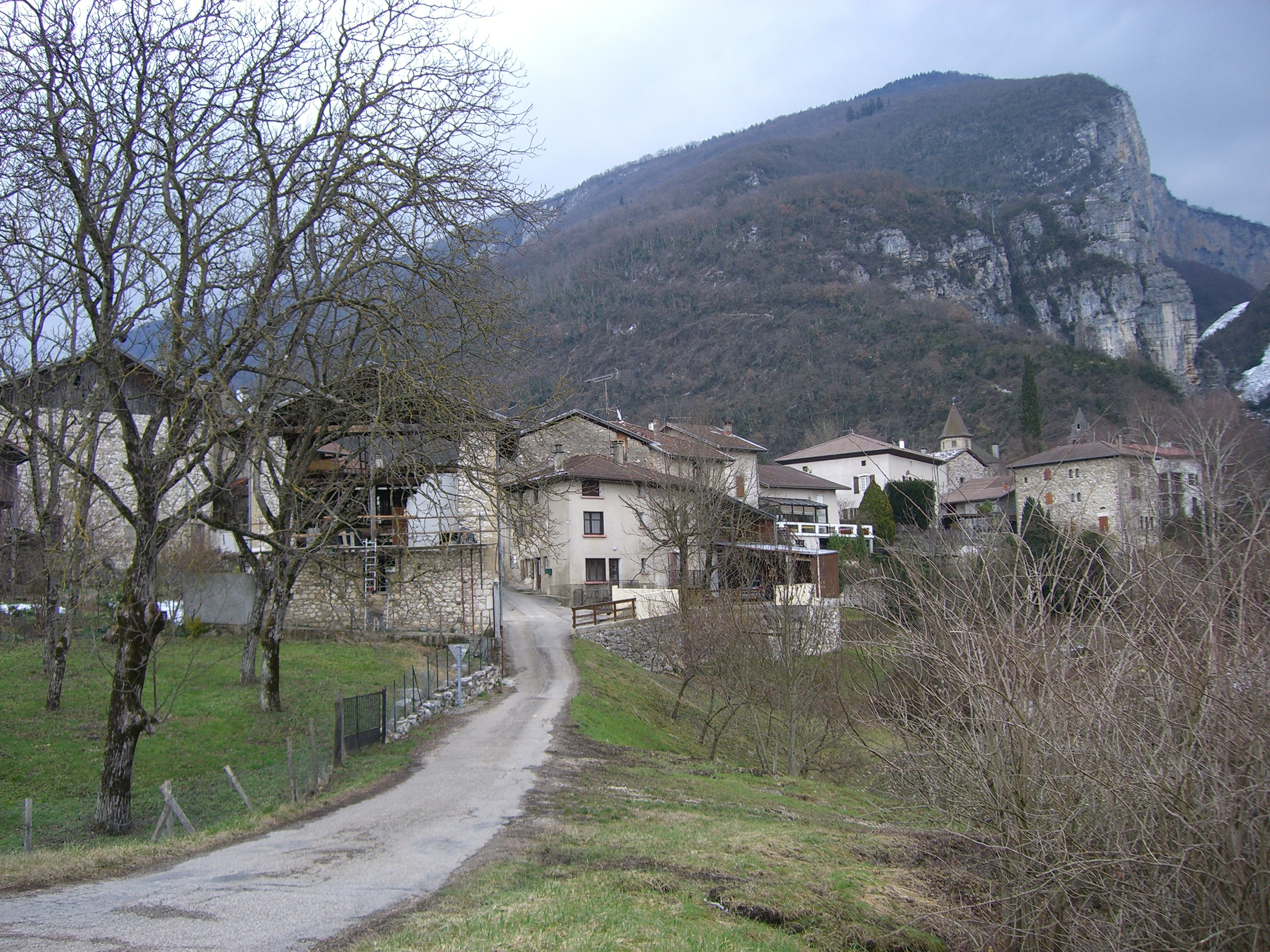
Cognin-les-Gorges mit dem Eingang ins Vercors
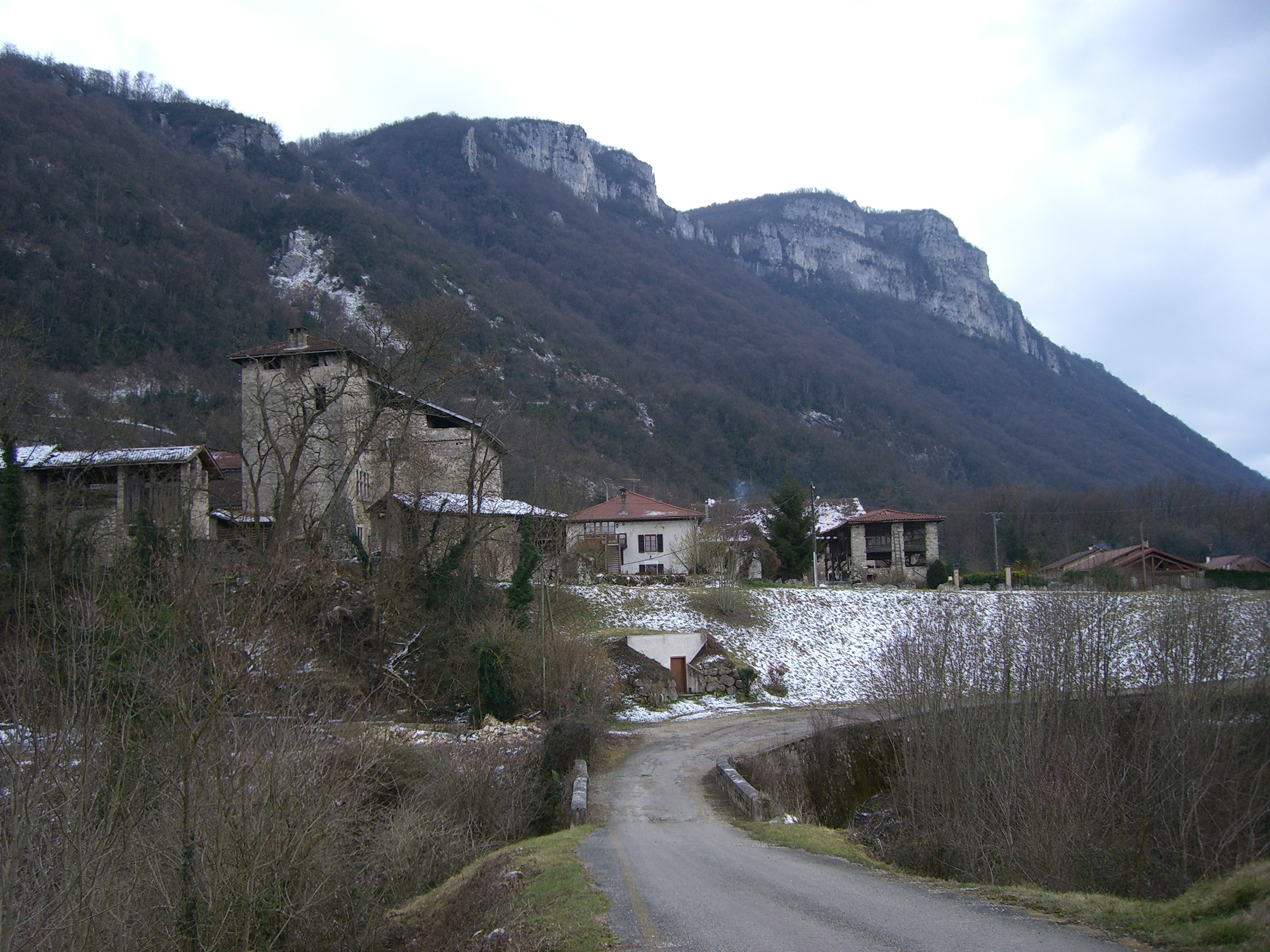
Cognin-les-Gorges
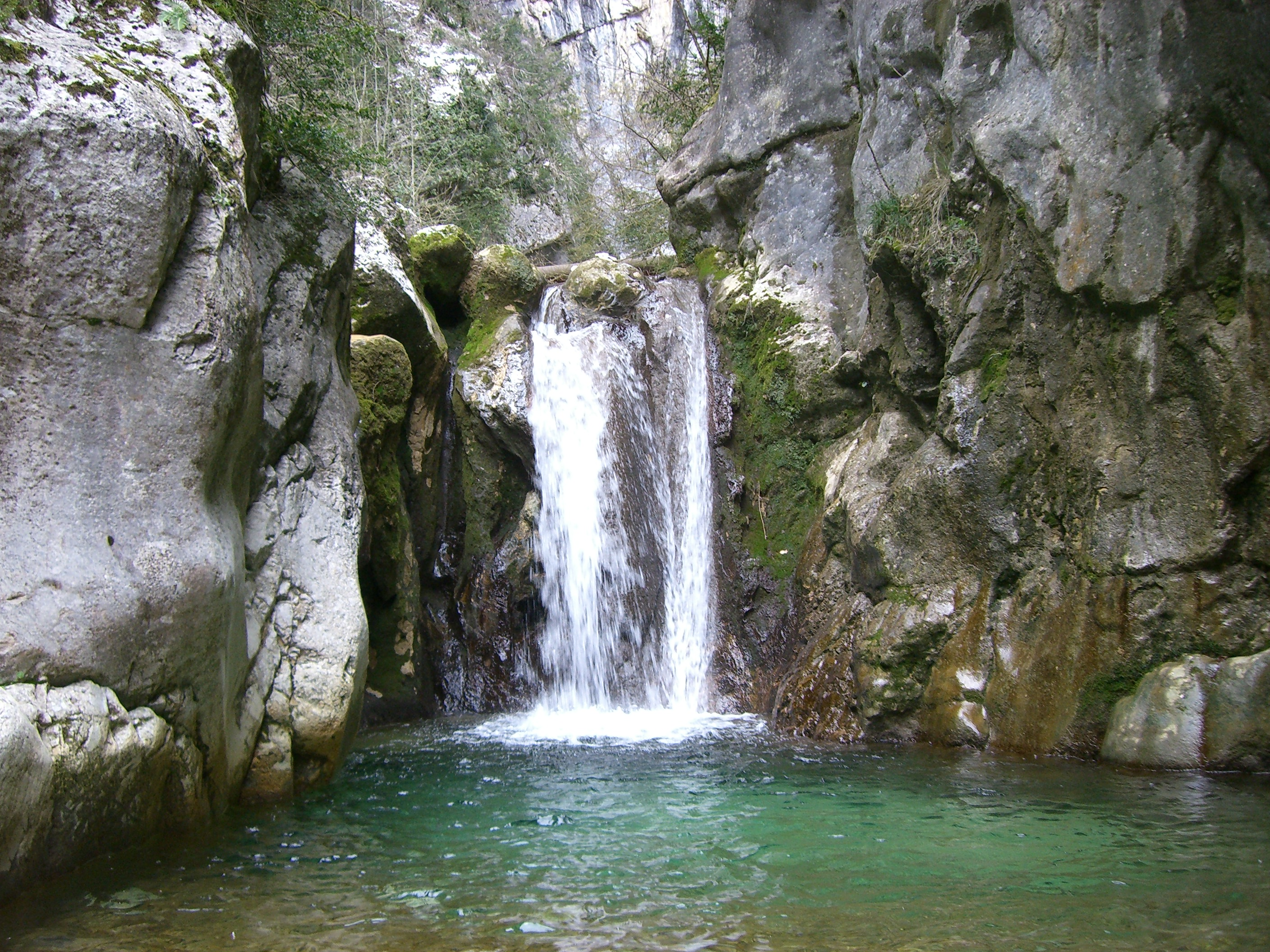
Wasserfall am Gorge du Nan
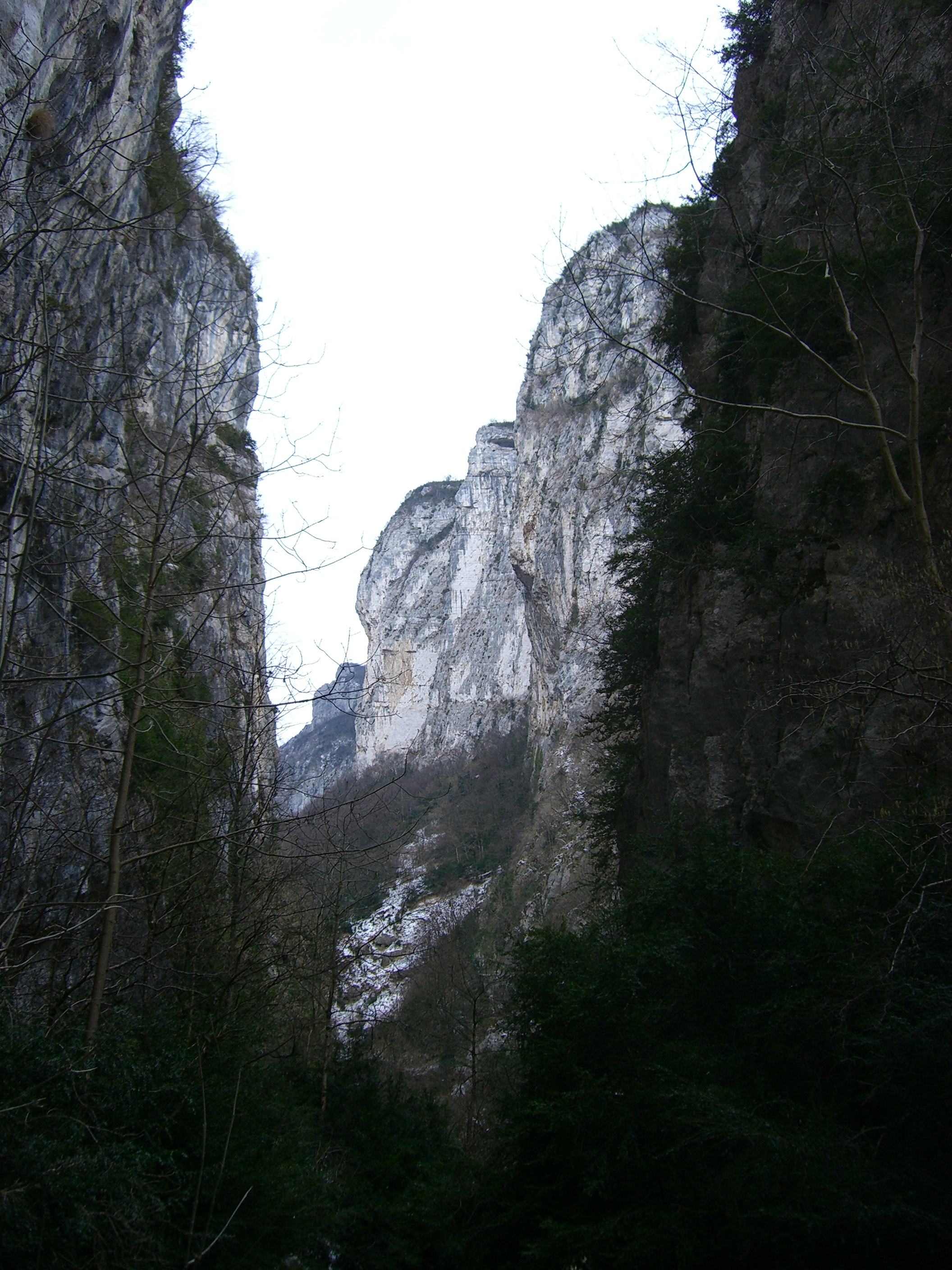
Die Schlucht Gorge du Nan

- Royans

Die Landschaft Royans liegt im Westen des Naturparks und ist eine hügelige Gegend, in der man sich besonders der Zucht und Kultur von Nussbäumen widmet. Drei der eindrucksvollsten Schluchten des Vercors verlaufen hier: die Schluchten des Flusses Bourne, das Tal der Vernaisson mit den engen Durchbrüchen des Petit und Grand Goulet und der Talschluss Cirque de Laval.

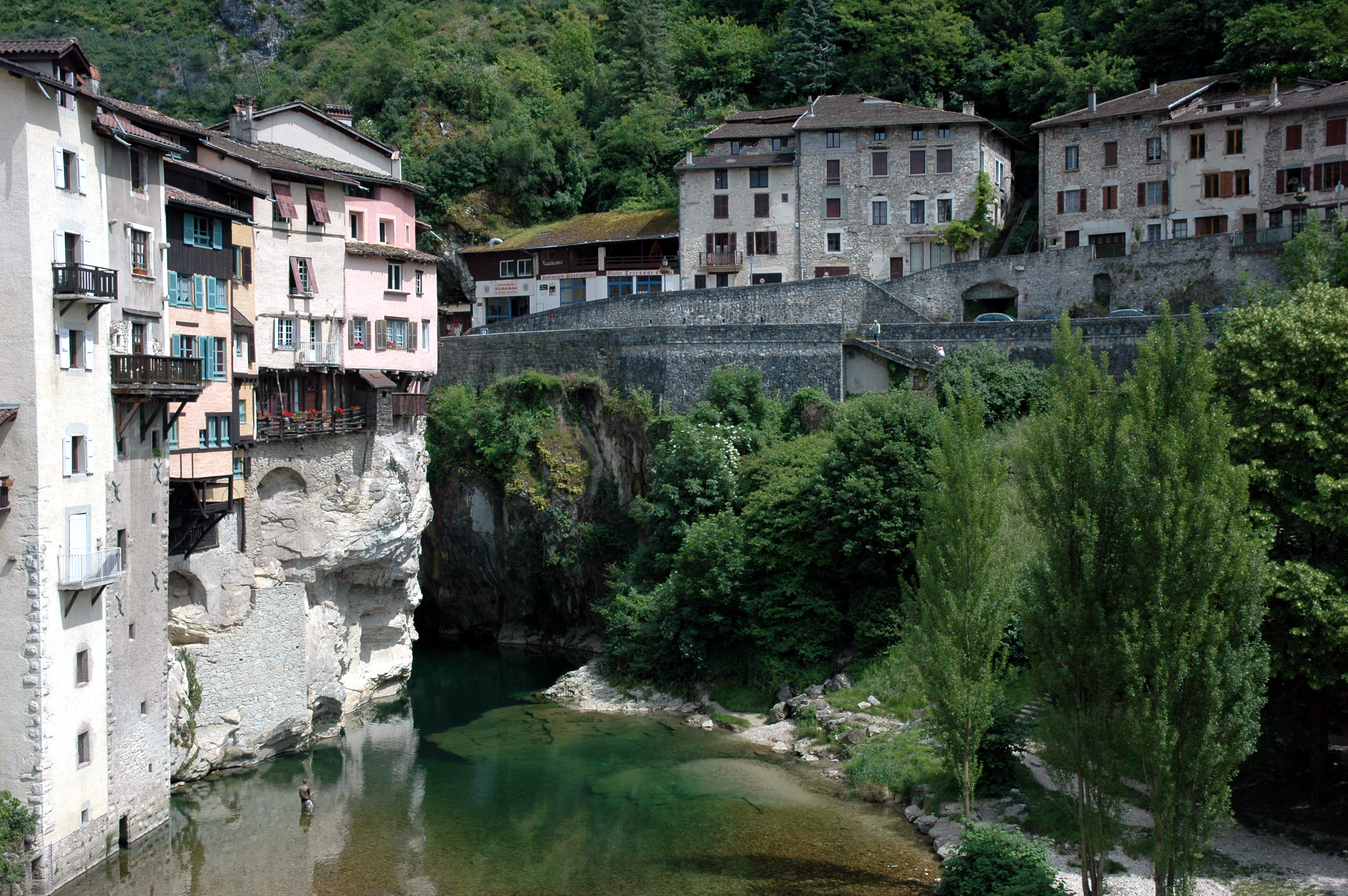
Pont-en-Royans am Fluss Bourne
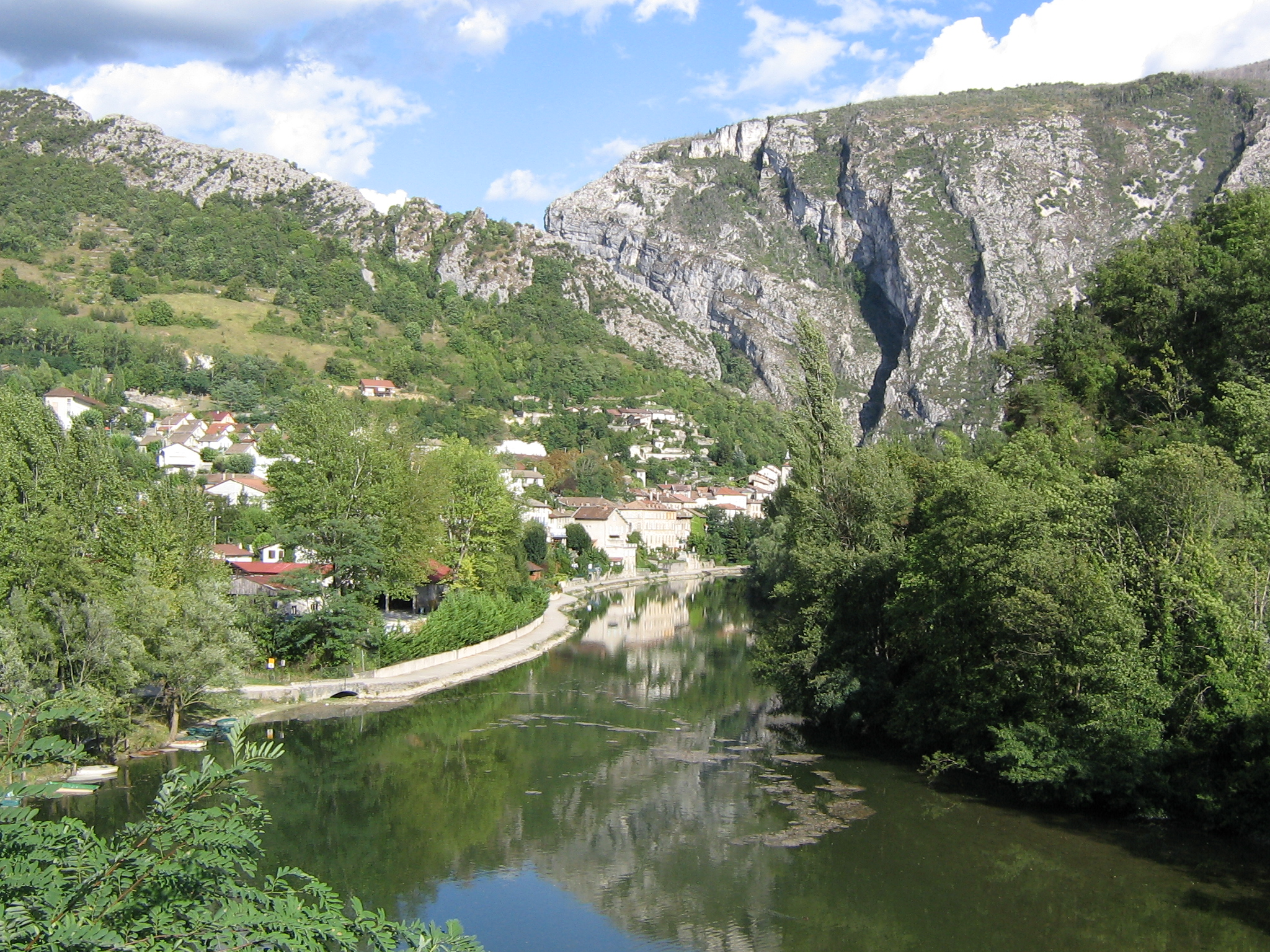
Die Bourne bei Pont-en-Royans
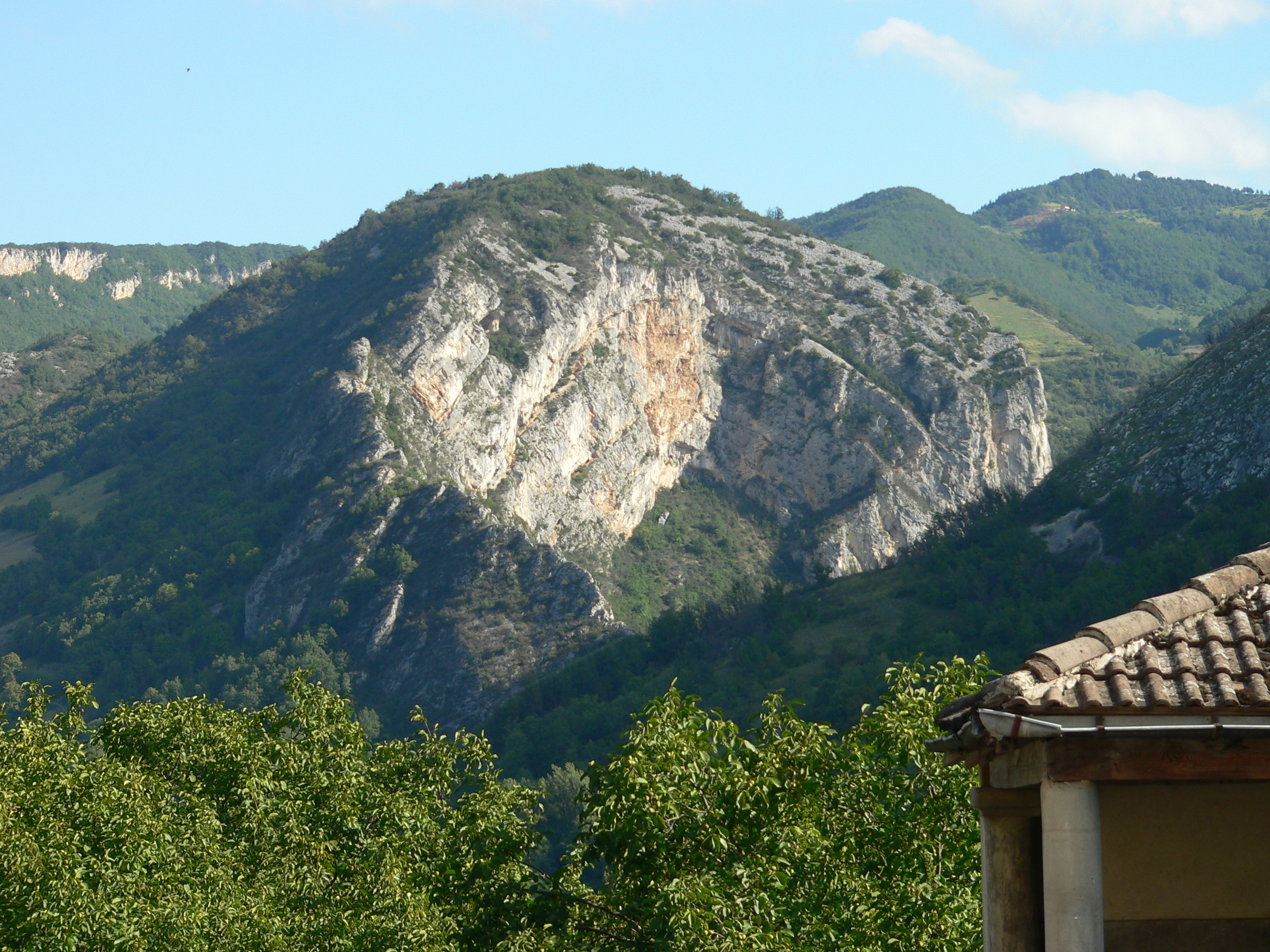
Antiklinale nahe Pont-en-Royans
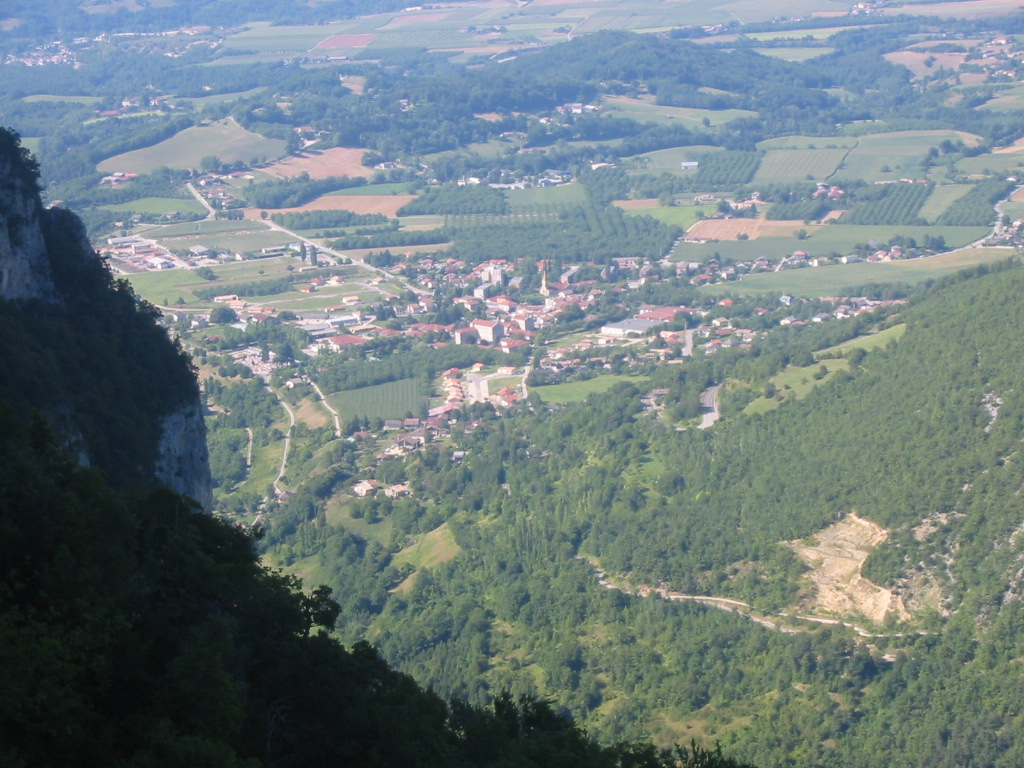
Saint-Laurent-en-Royans
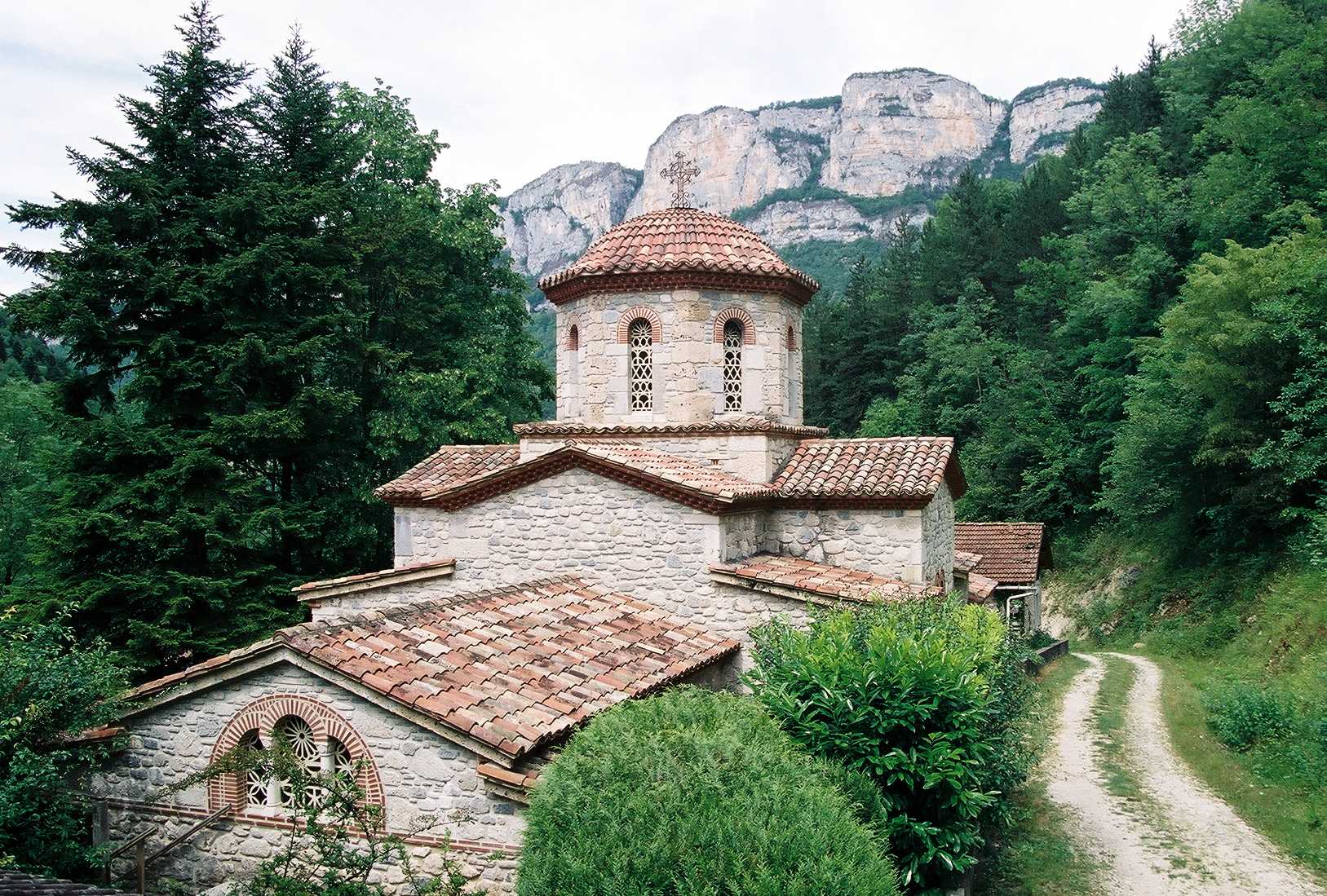
Orthodoxes Kloster im Talschluss Combe Laval

- Gervanne

Die Landschaft Gervanne, im Südwesten des Naturparks, liegt im Einzugsgebiet des gleichnamigen Flusses Gervanne. Sie ist ein Gebiet von schroffen Hügeln am Fuße der Hochebene, wo es viele hübsche Dörfer gibt. Sie ist vor allem in Richtung Crest orientiert, das bereits außerhalb des Naturparks liegt.

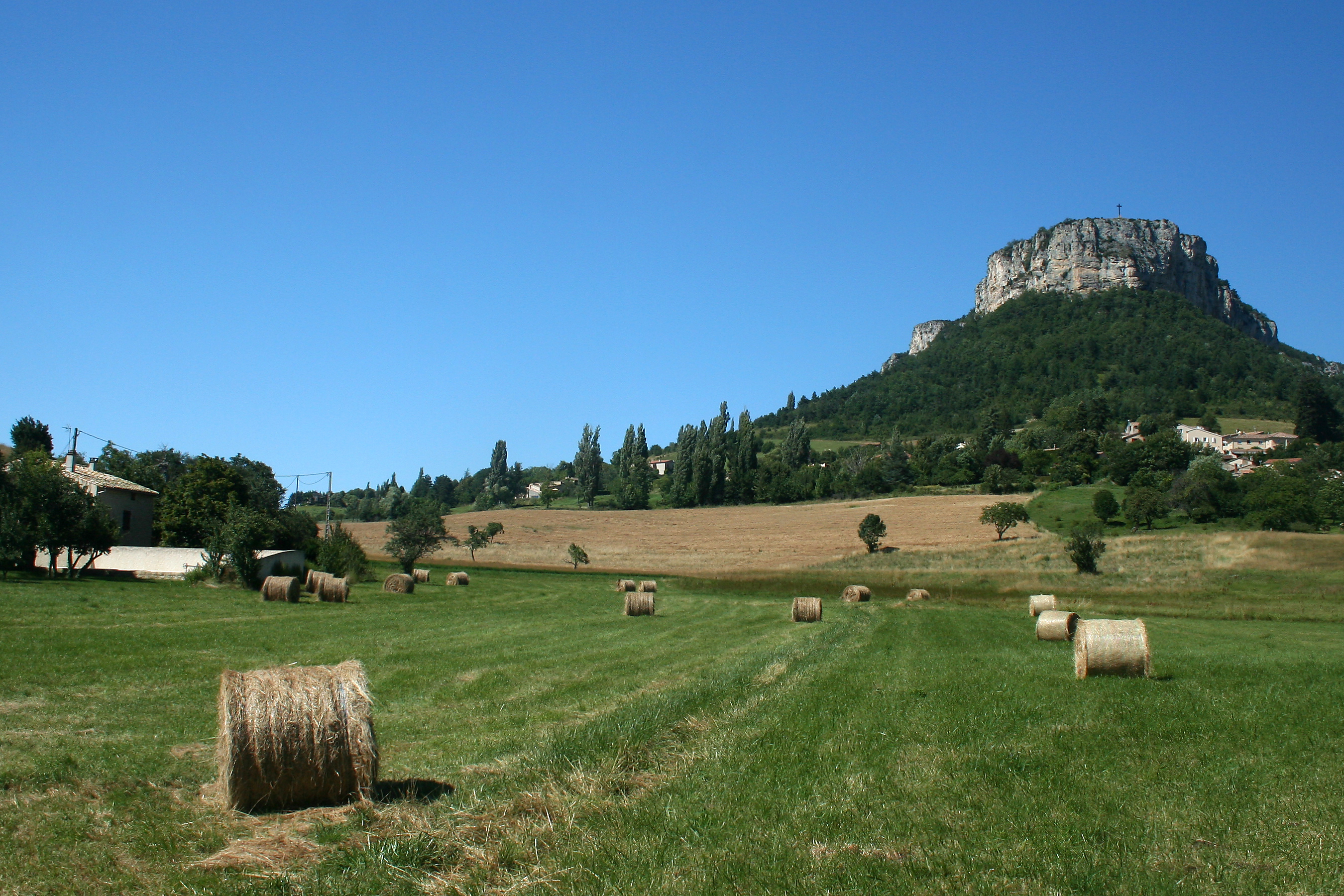
Plan-de-Baix in der Gervanne
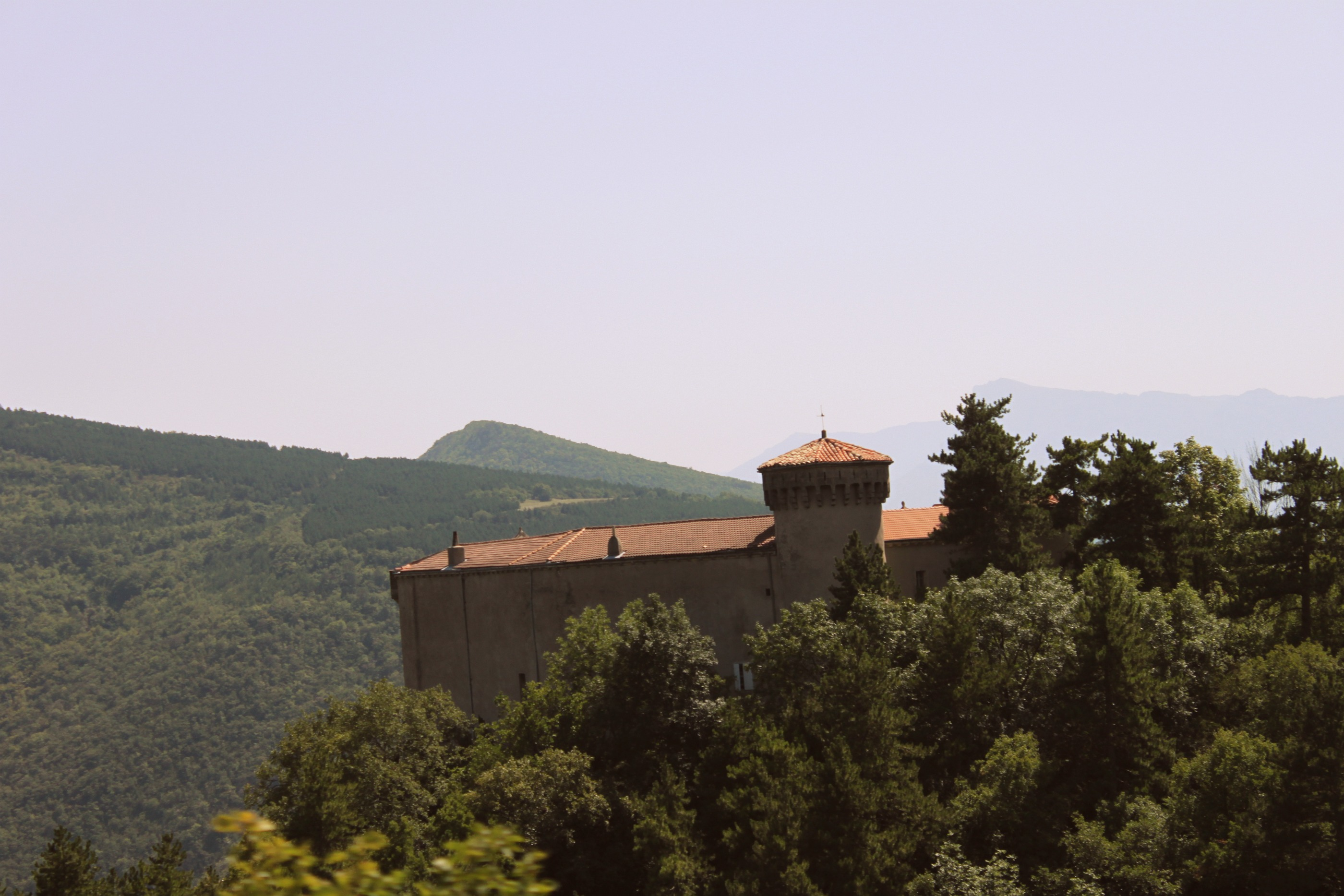
Schloss Montrond in Plan-de-Baix
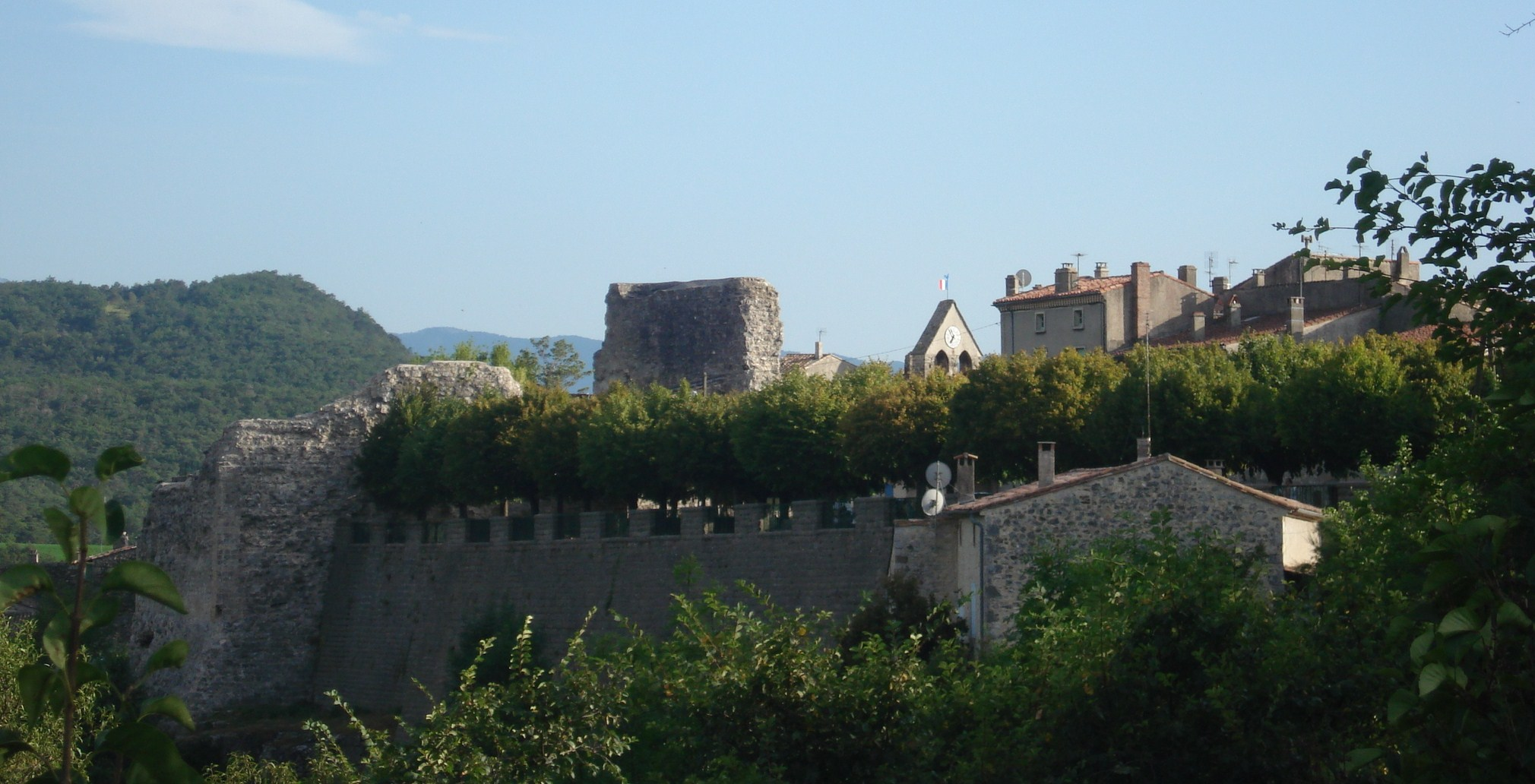
Beaufort-sur-Gervanne
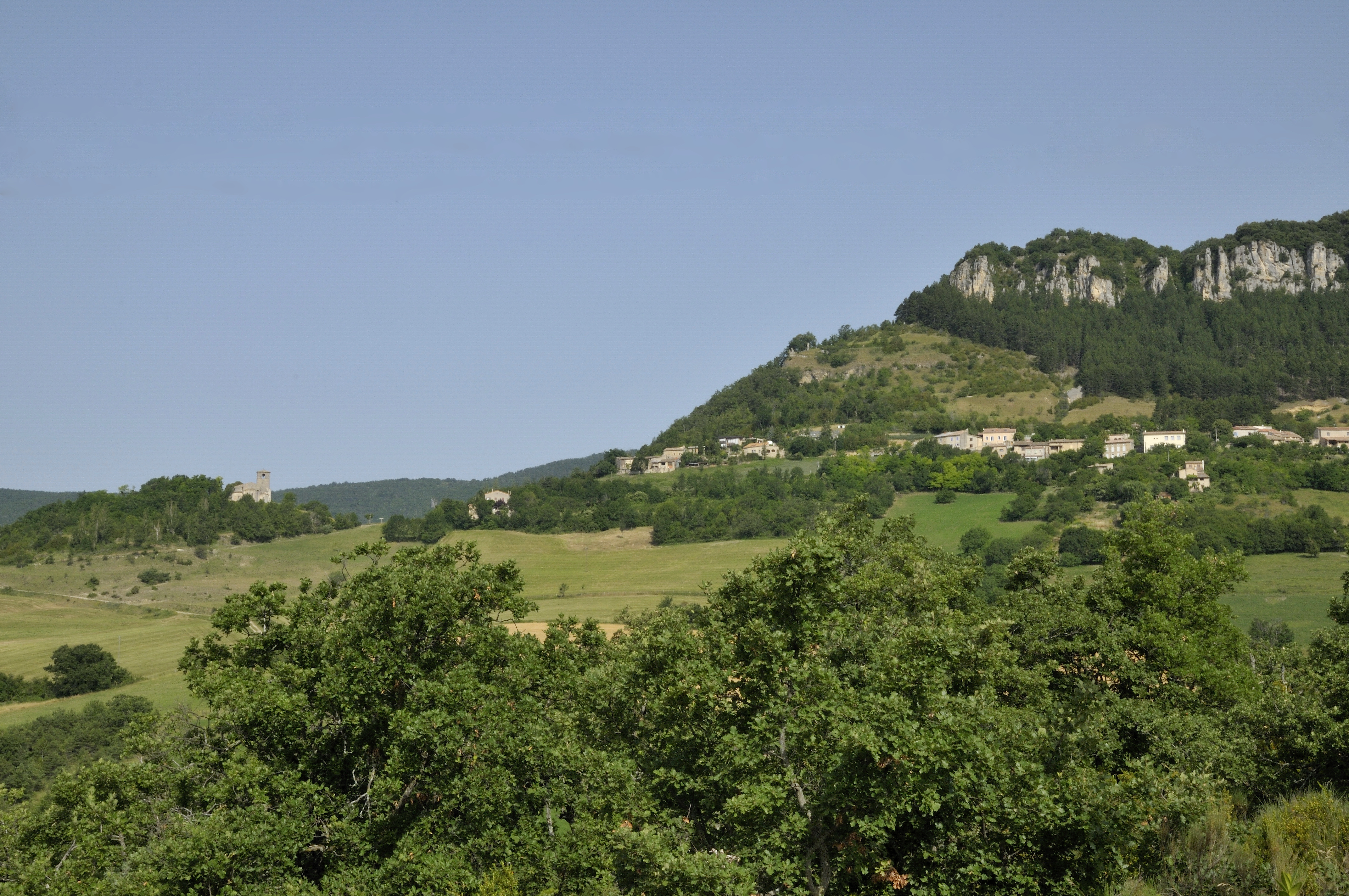
Gigors-et-Lozeron
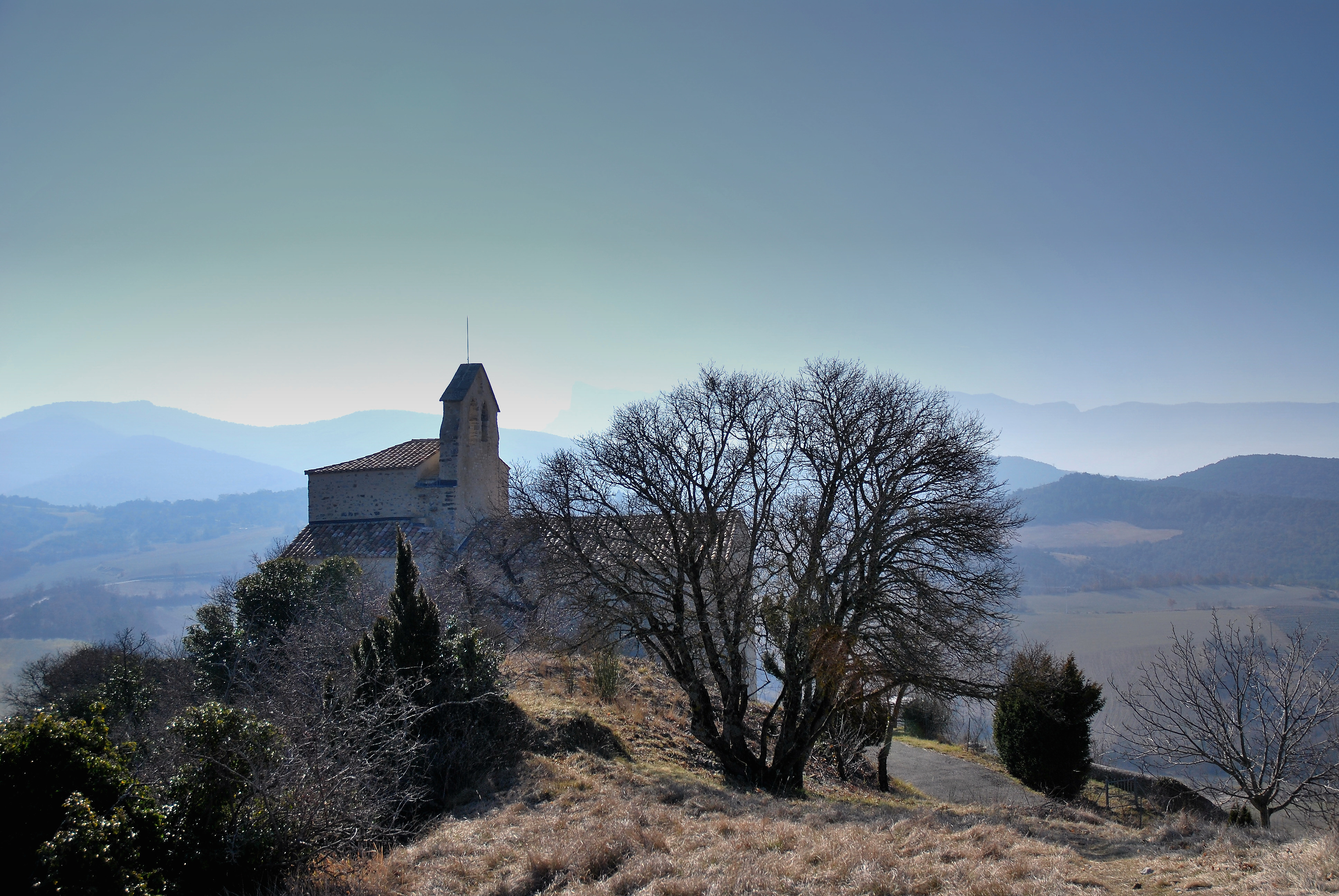
Monclar-sur-Gervanne knapp außerhalb des Naturparks

- Diois

Die Landschaft Diois liegt im Süden des Naturparks und umfasst einen Teil des Drôme-Tales rund um die Stadt Die. Dieses Gebiet hat bereits einen stärkeren mediterranen Charakter, mit Weinbergen und Lavendelfeldern. Dies ist eine Übergangszone zwischen der Gervanne und dem Inneren des Vercorsmassivs.

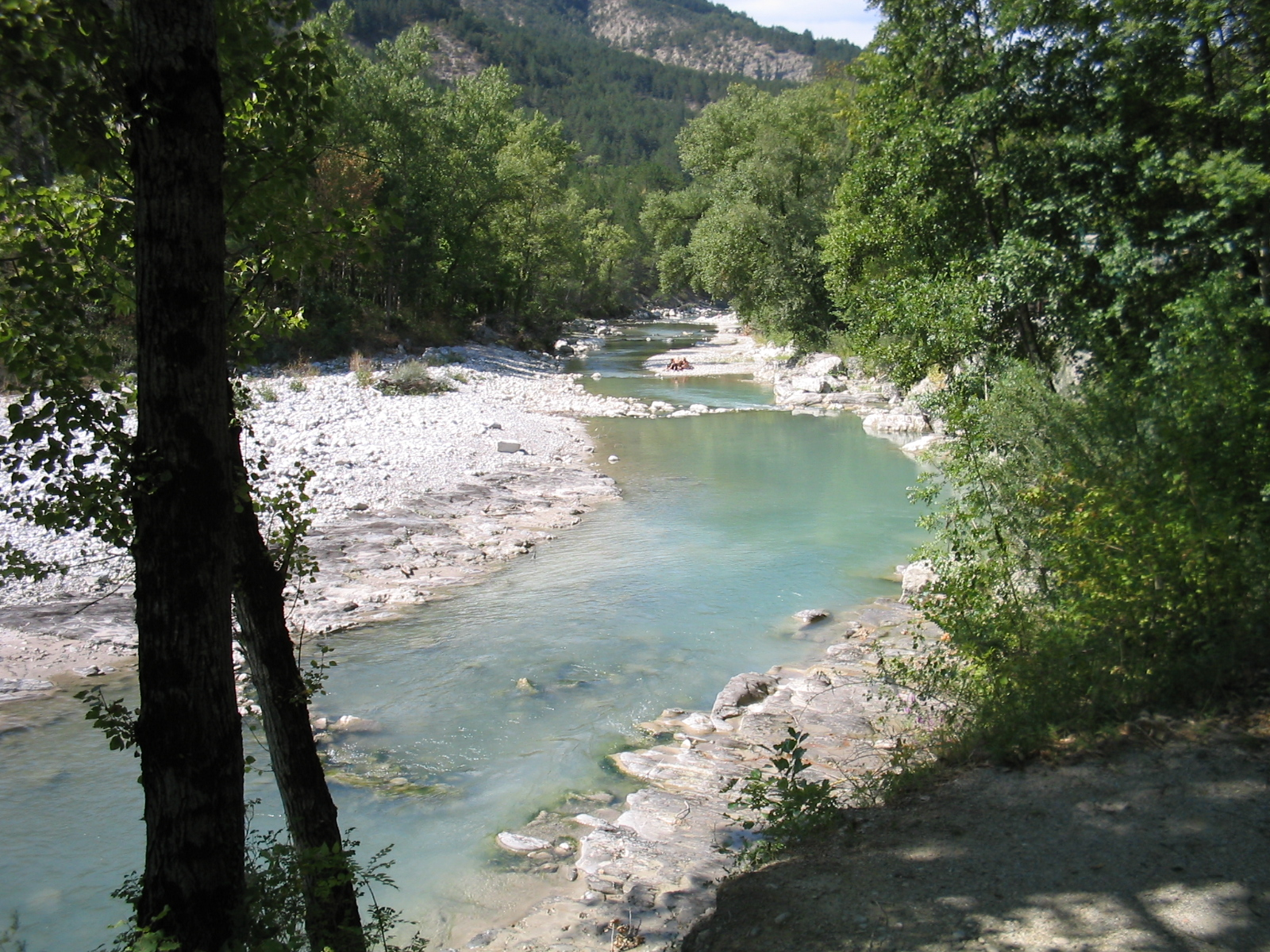
Die Drôme bei Die
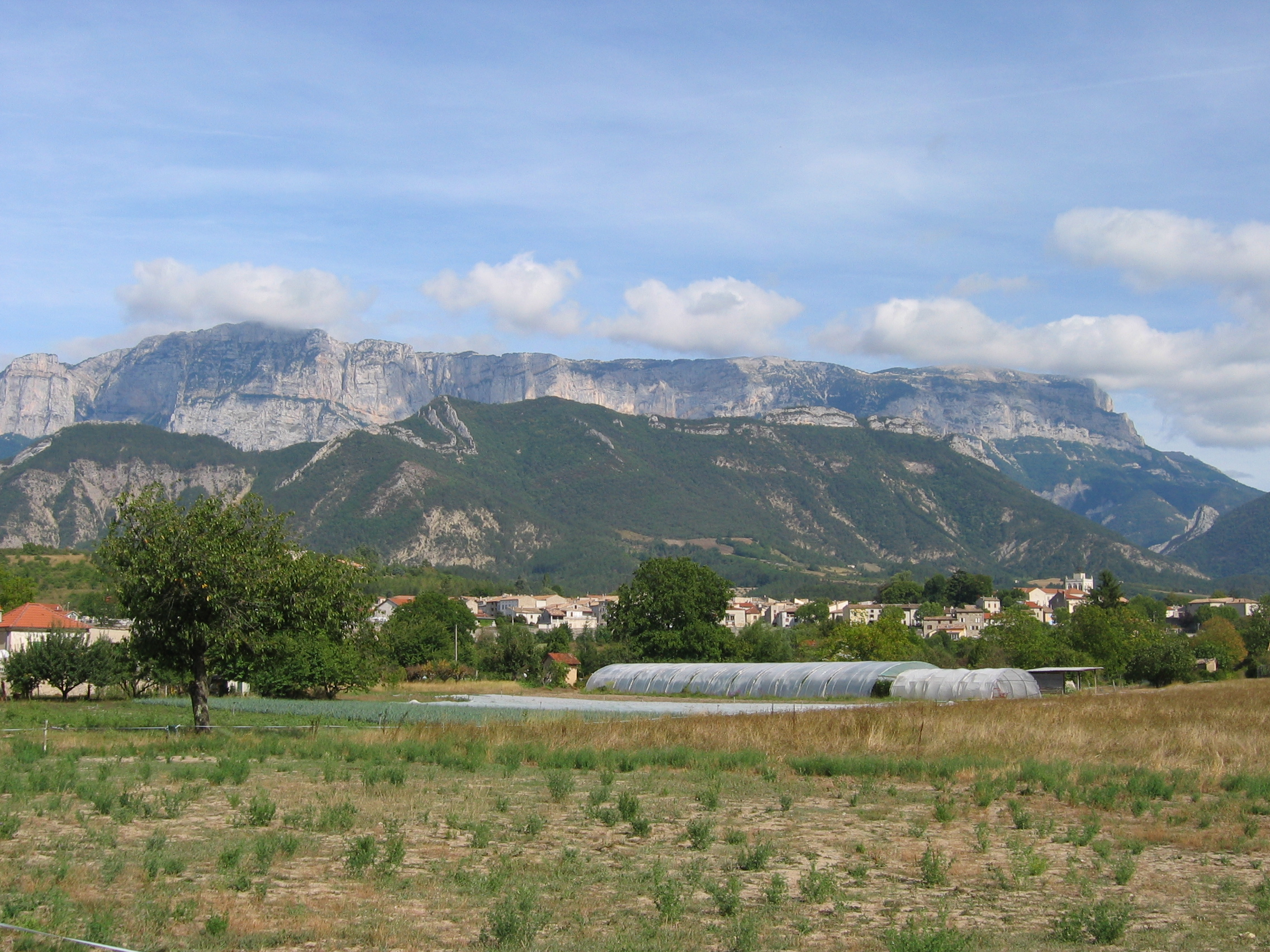
Die Glandasse-Berge im Vercors
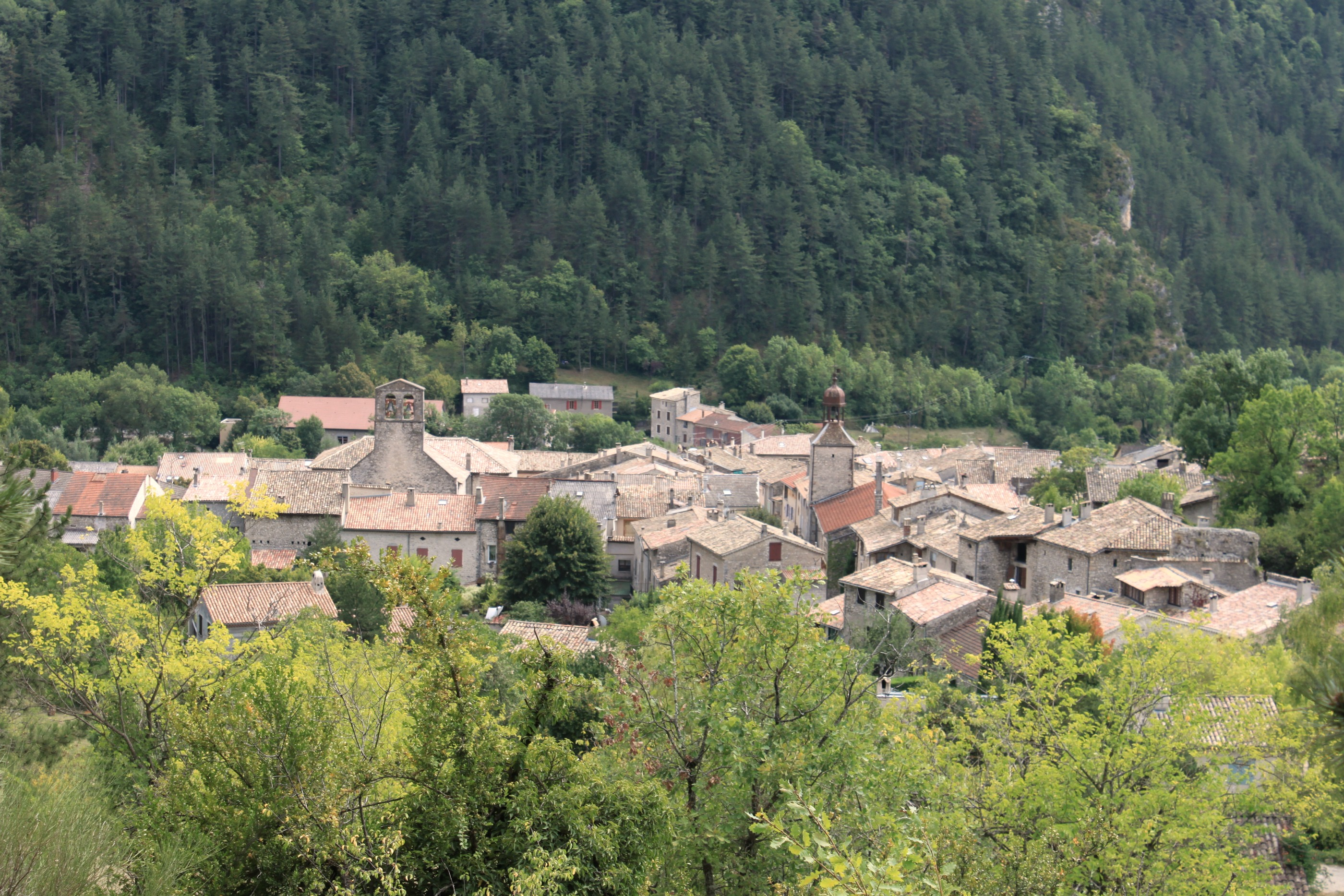
Châtillon-en-Diois
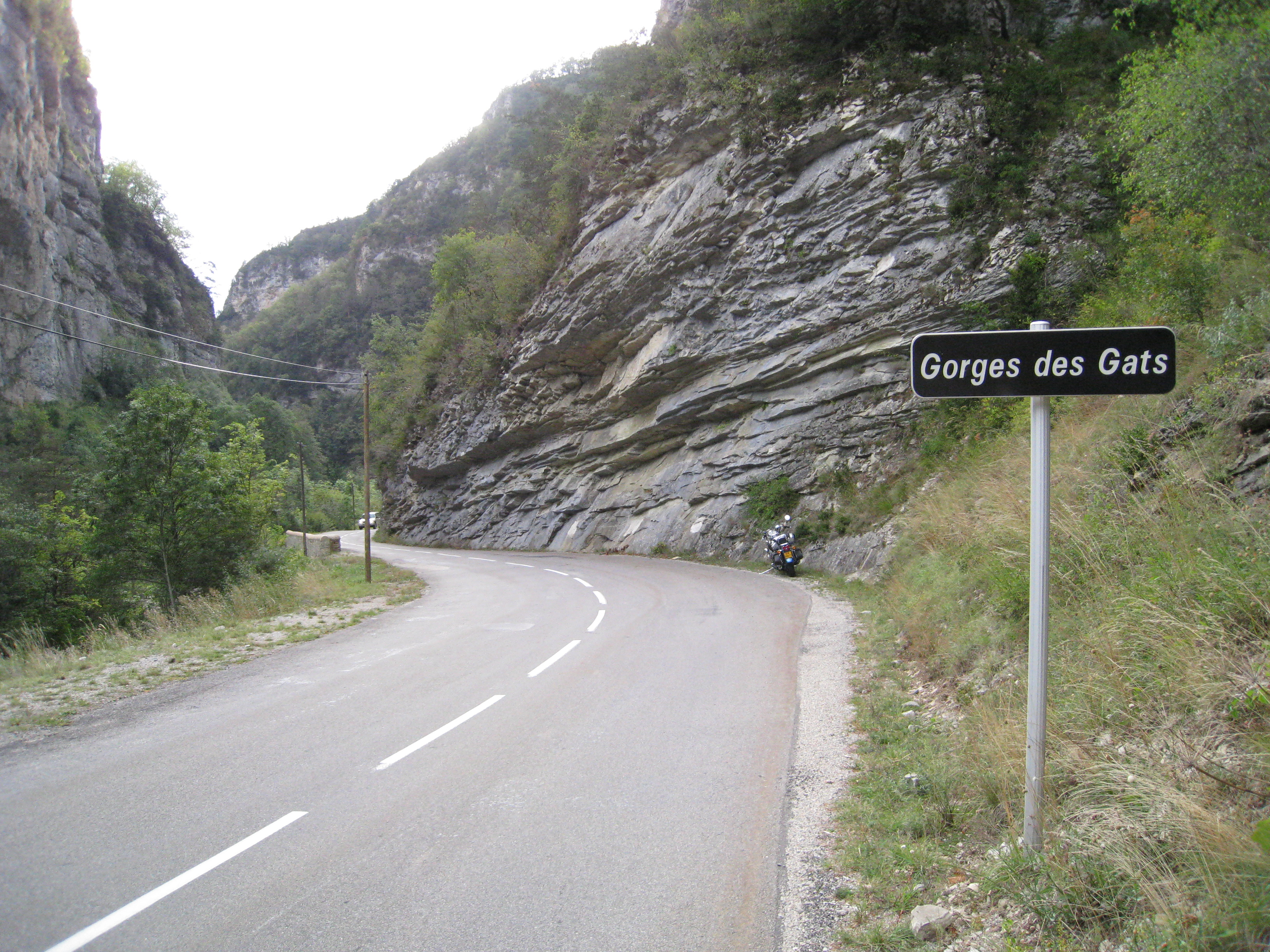
Schlucht Gorge des Gats bei Glandage
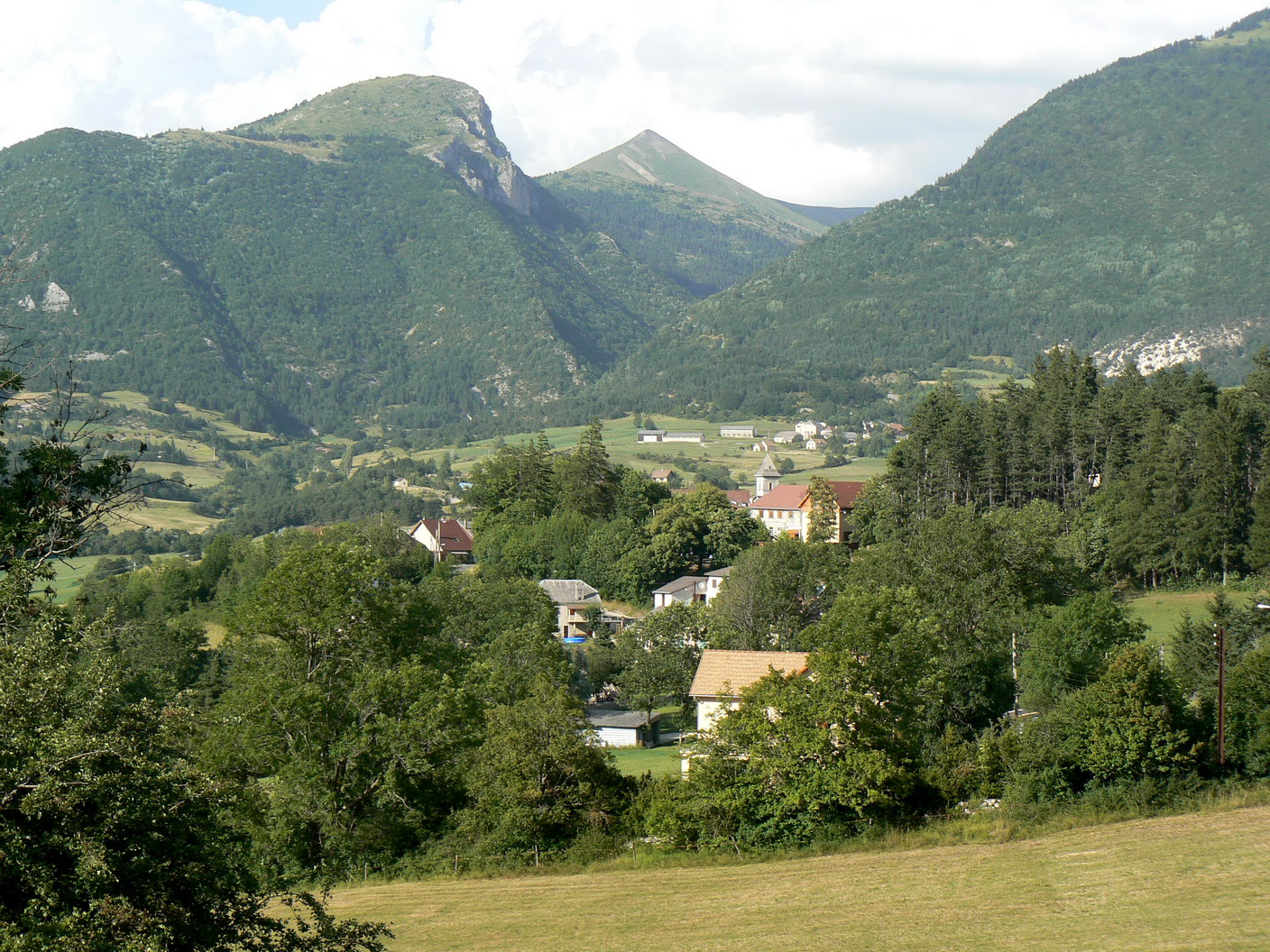
Lus-la-Croix-Haute

- Trièves

Die Landschaft Trièves, im Osten des Naturparks, ist ein niedriges Hügelplateau zwischen den höchsten Gipfeln des Vercors und den Schluchten des Drac. Sie wird vom Fluss Ébron entwässert und ist von den anderen Gebieten im Naturpark durch die durchgehend verlaufende Bergkette völlig isoliert bzw. nur durch weiträumige Umfahrungen zu erreichen.

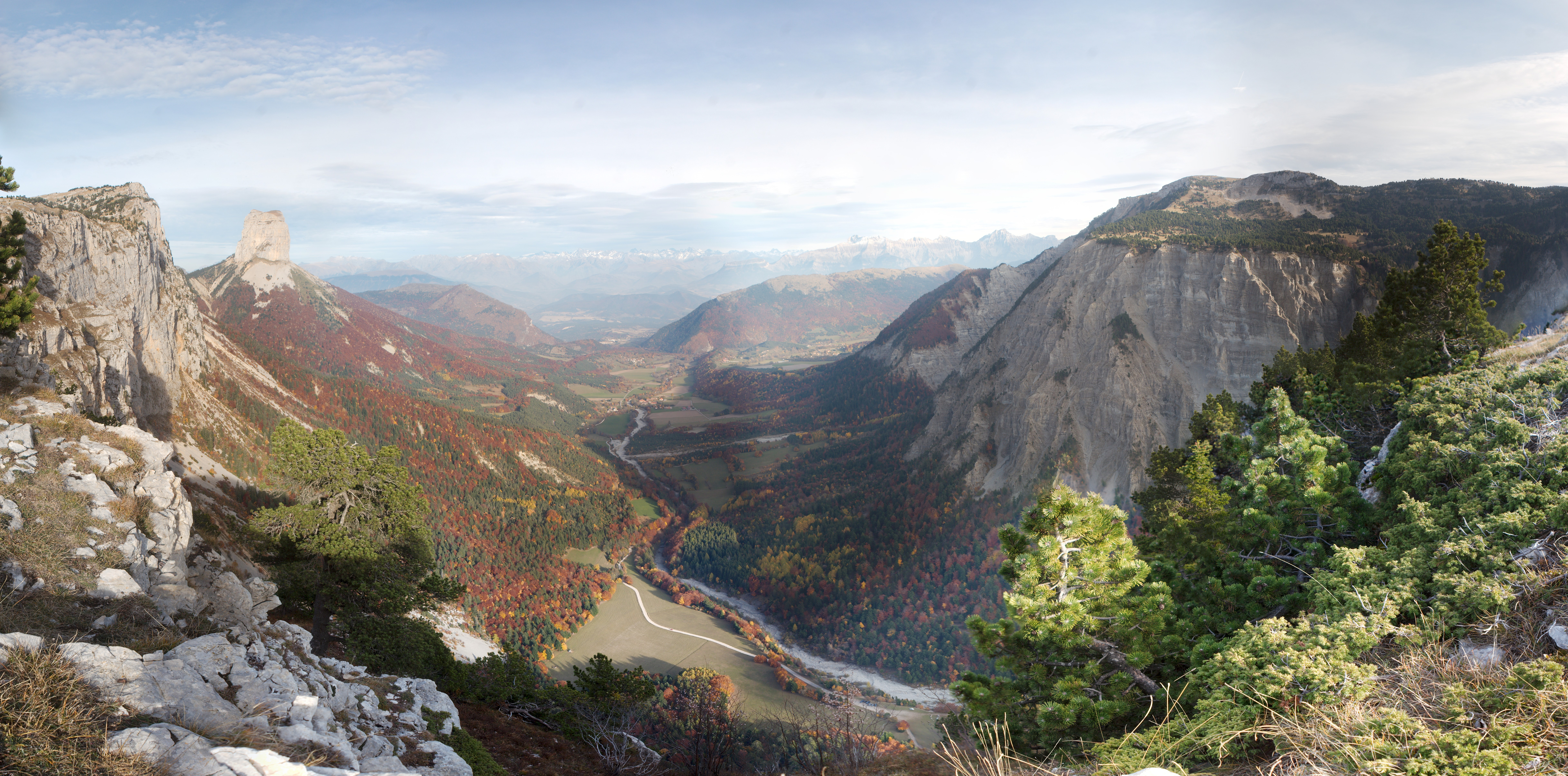
Das Trèves-Tal gesehen vom Hochplateau des Vercors
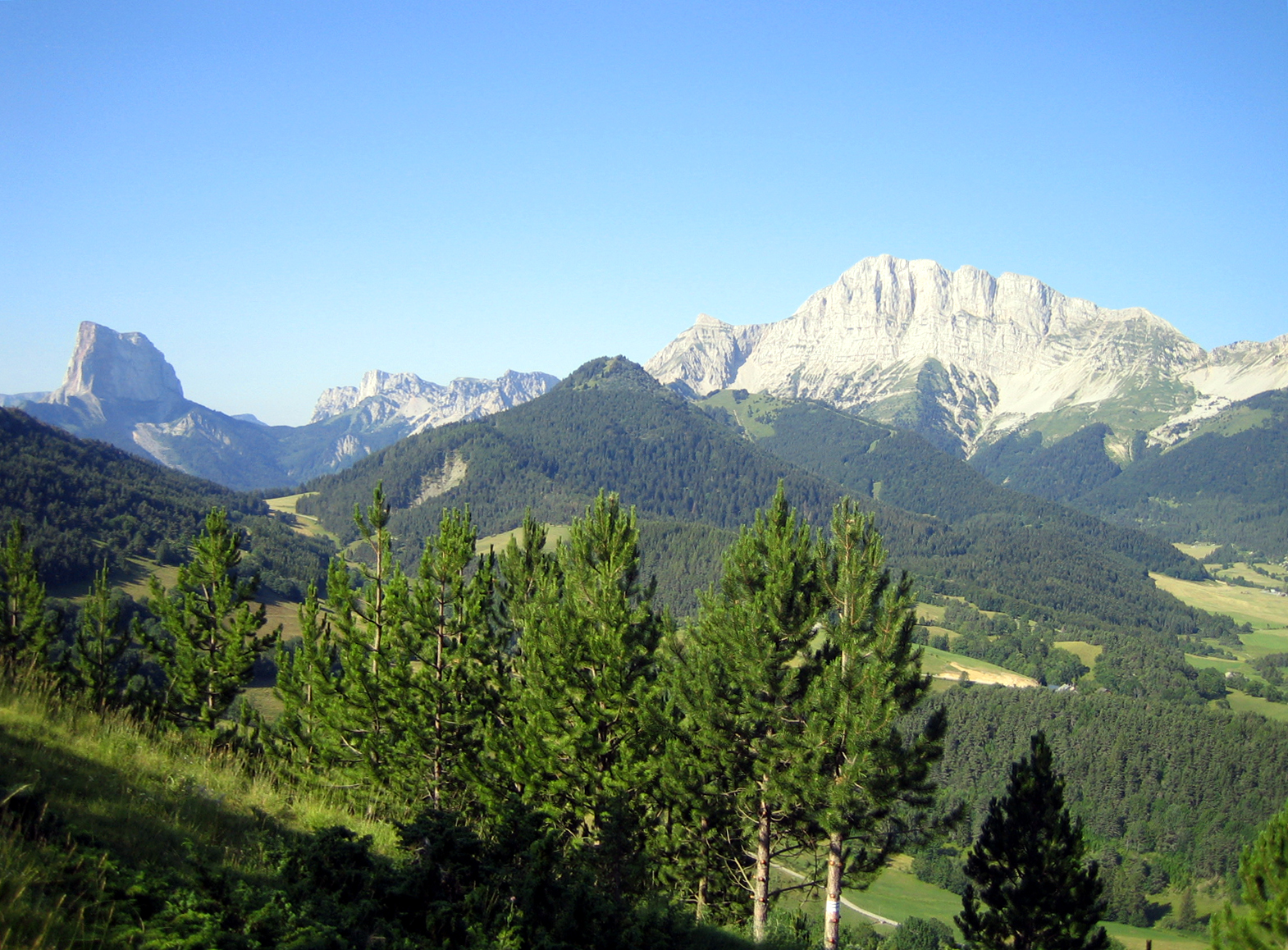
Mont Aiguille und Grand Veymont von Trièves aus gesehen
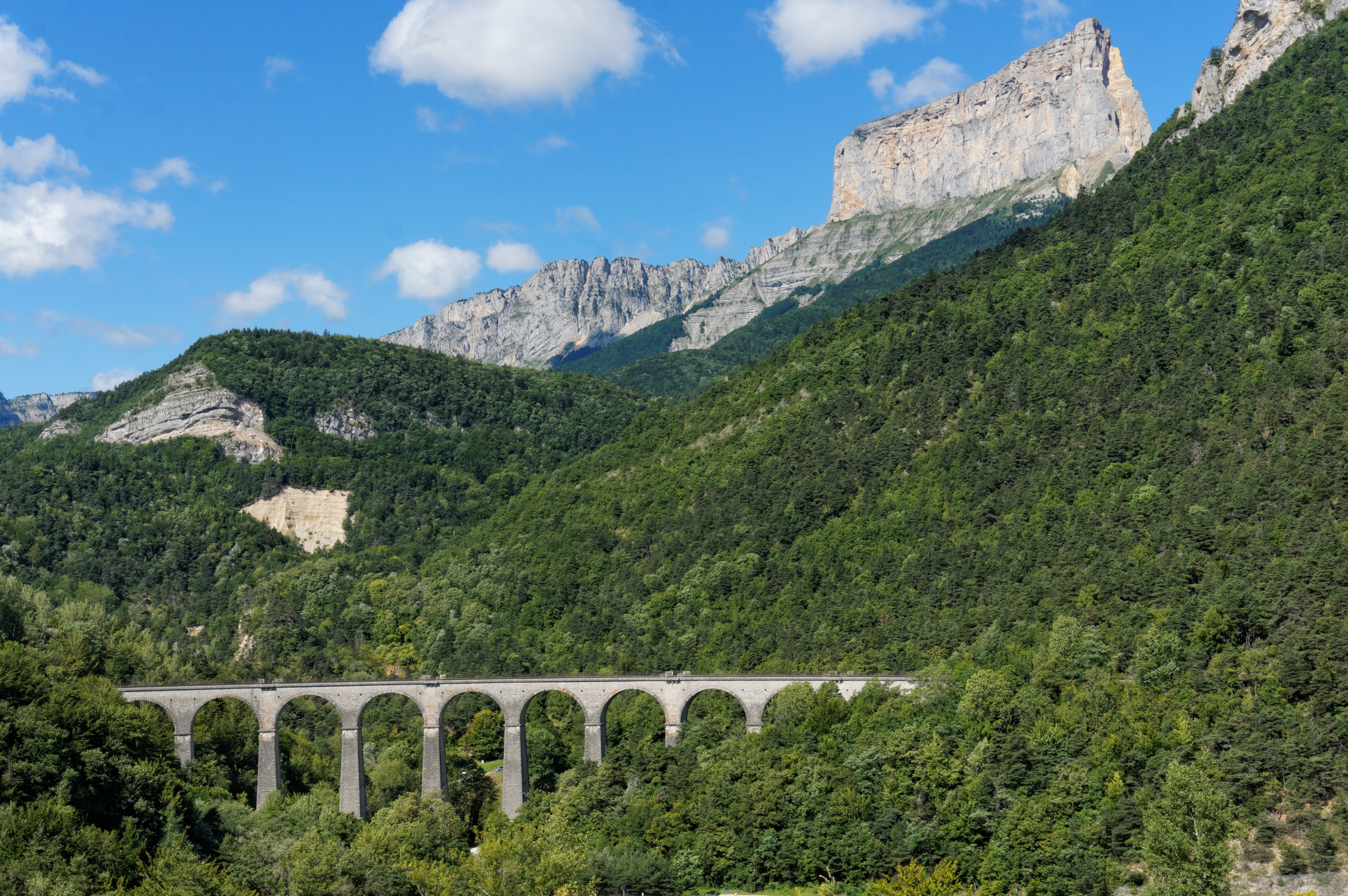
Darne-Viadukt bei Clelles
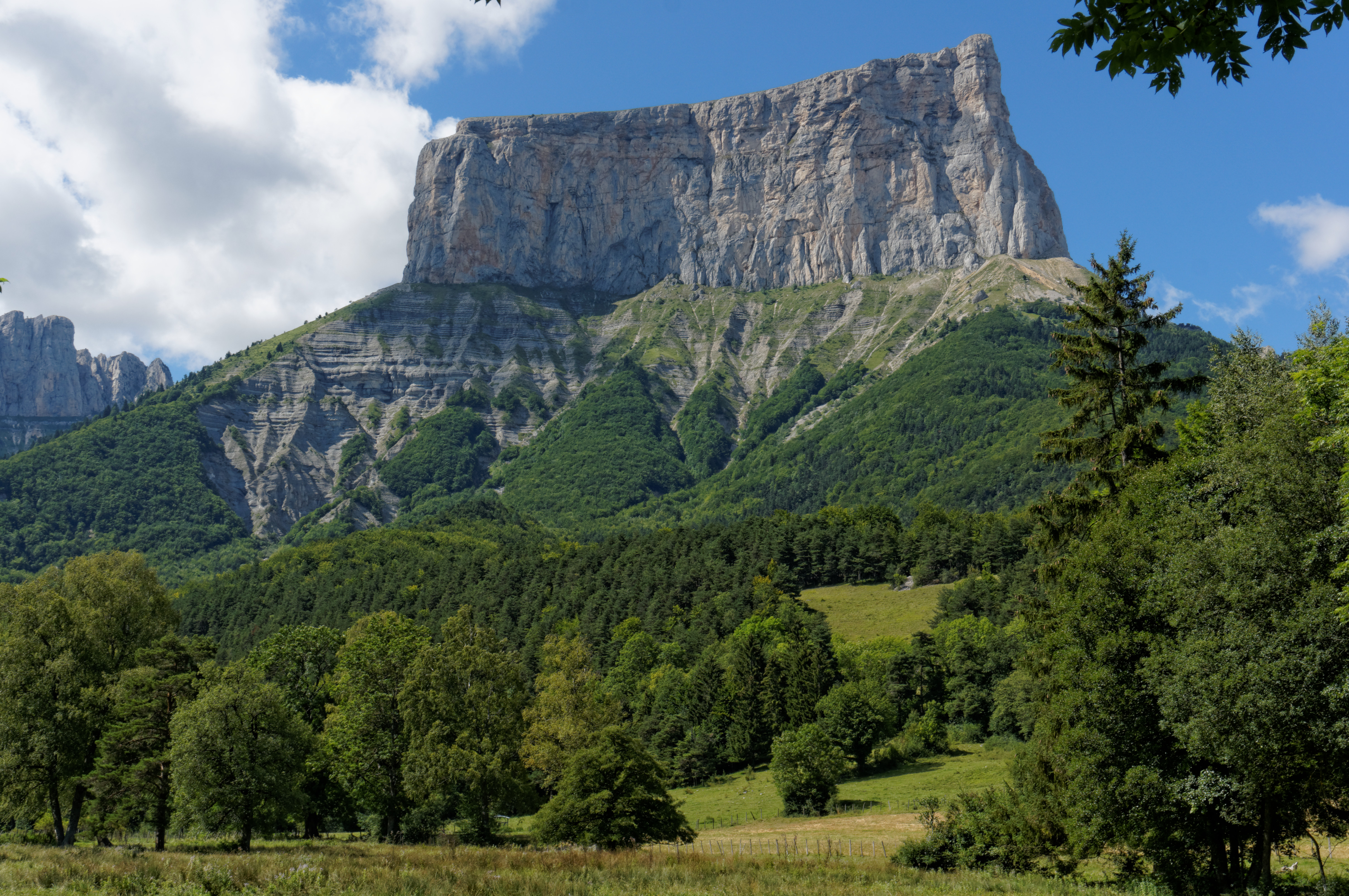
Mont Aiguille, gesehen von Ruthière, Gemeinde Chichilianne
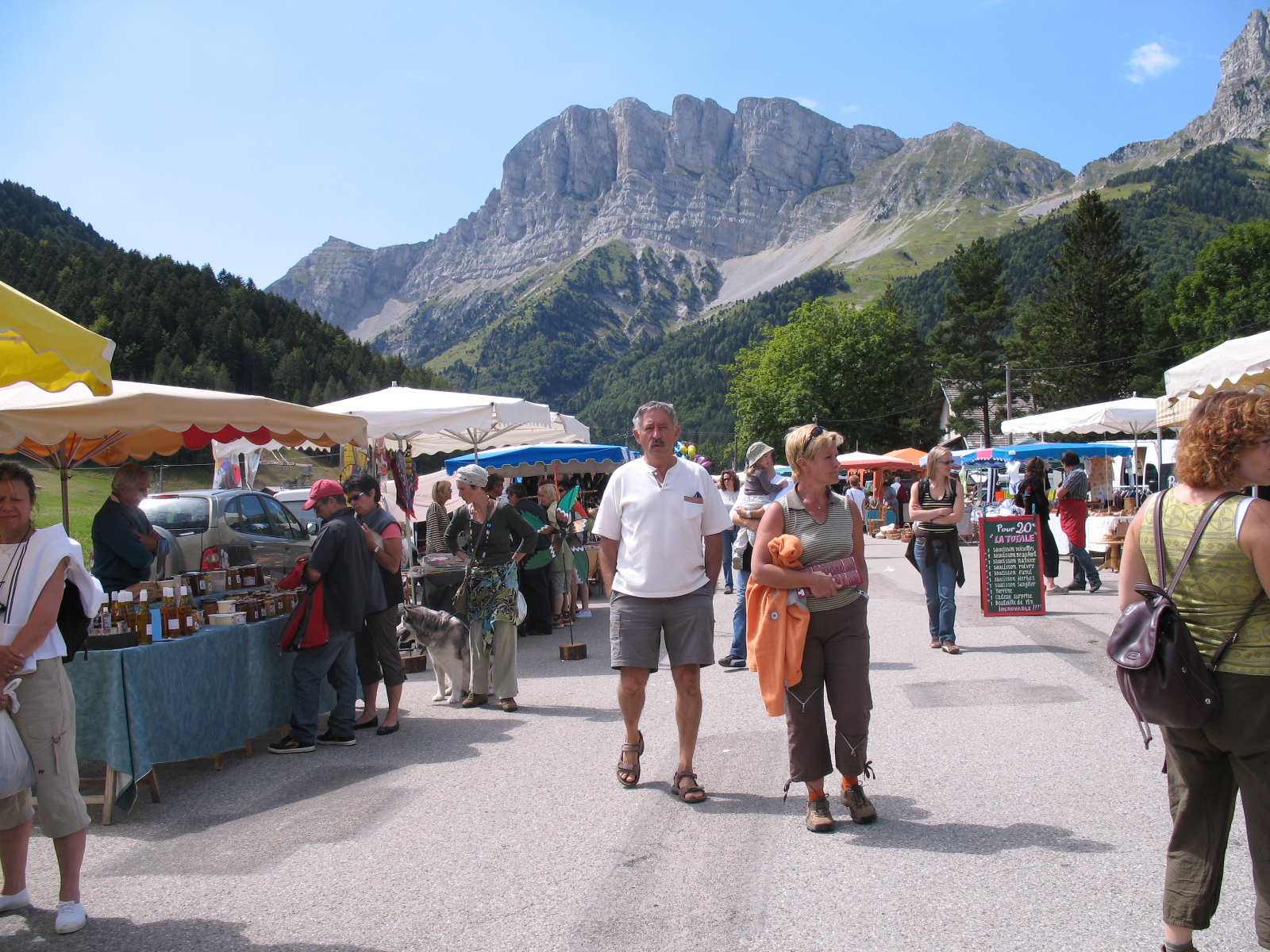
Almabtriebsfest in Gresse

## Flora und Fauna
Im Süden und Westen herrschen mediterrane Ebenen und hügeliges Bergland vor, während im Norden und Osten in Bergwäldern und Hochtälern ein raueres alpines Klima regiert. Die milderen Gegenden werden landwirtschaftlich genutzt. Laubwälder mit Eichen und Buchen, darunter Kiefern, besiedeln die eher naturbelassenen Gebiete. In den höheren Lagen herrschen Nadelwälder, vor allem mit Kiefern und Fichten vor, ebene Hochflächen werden als Weide benutzt oder sind Heideland.
Im Naturpark gedeihen etwa 1800 Pflanzenarten, darunter 60 Orchideen. 135 Vogelarten und 65 Säugetierarten haben hier ein zum Teil letztes Reservat gefunden.
Nähere Einzelheiten siehe Flora bzw. Fauna.